# شاه اسماعیل یکم
شاه اسماعیل یکم (۱۷ ژوئیه ۱۴۸۷ – ۲۳ مهٔ ۱۵۲۴) بنیان‌گذار دودمان صفوی بود که از ۱۵۰۱ تا ۱۵۲۴ میلادی به عنوان شاه ایران حکومت کرد. دوران حکومت او یکی از مهم‌ترین دوره‌ها در تاریخ ایران به‌شمار می‌رود و غالباً دوره صفوی را سرآغاز تاریخ مدرن ایران و یکی از امپراتوری‌های باروت دانسته‌اند. در زمان شاه اسماعیل، ایران برای نخستین بار پس از هشت قرن و نیم از حمله اعراب، تحت حاکمیت یک حکومت بومی یکپارچه شد. گسترش مذهب شیعه در ایران به اجبار که در زمان او آغاز شد، با اینکه تا آن هنگام اکثریت مردم ایران سنی و شافعی مذهب بودند، پیامدهای بزرگی در تاریخ ایران داشت که تنها منفعت سیاسی کوتاه‌مدت آن، جدا کردن دولت رو به رشد صفوی از همسایگان سنی قدرتمند خود (خلافت عثمانی در غرب و خانات بخارا در شرق) و تمایز در مرزهای غربی بود.
اسماعیل رهبری طریقت صفویه را پس از درگذشت برادرش، علی‌میرزا، به ارث برد. پس از فروپاشی امپراتوری تیموری، سرزمین ایران درگیر جنگ‌های داخلی بود. اسماعیل با تصرف سرزمین‌های کنفدراسیون قبیله‌ای آق‌قویونلو، قلمروهای دودمان شیبانیان در شرق ایران، و نیز با فتح بسیاری از دولت‌شهرها تا سال ۱۵۱۲، قلمرو خود را گسترش داد. قلمرو اسماعیل دربرگیرندهٔ تمامی سرزمین‌های ایران امروزی بود و افزون بر آن، حکومت او بر مناطق گرجستان، ارمنستان، داغستان و شروان در غرب، و هرات در شرق نیز برقرار بود. اسماعیل قبایل قزلباش را به‌عنوان نیرویی جدانشدنی از ساختار حکومتی صفویان تثبیت کرد؛ چرا که به کمک آنان به قدرت رسیده بود. شکست در برابر امپراتوری عثمانی در نبرد چالدران بر اسماعیل تأثیر چشمگیری گذاشت؛ او به شدت به می‌گساری روی آورد و دیگر هرگز سپاهی را رهبری نکرد. در سال‌های آخر عمر قبایل قزلباش عملاً کنترل دولت را در دست گرفتند.
برخلاف نیاکان صوفی‌مسلک خود، اسماعیل به شیعه دوازده‌امامی باور داشت و آن را مذهب رسمی کشور اعلام کرد. او مردم سنی‌مذهب را مجبور به تغییر مذهب کرد؛ با انحلال طریقت‌های صوفی سنی، مصادرهٔ اموال آن‌ها و دادن سه گزینهٔ تغییر مذهب، مرگ یا تبعید به علمای سنی، زمینه را برای شکل‌گیری یک اشرافیت مذهبی شیعه فراهم ساخت. در نتیجه، خلأ قدرتی ایجاد شد که روحانیون شیعه با بهره‌گیری از آن، طبقه‌ای از مالکان زمین را تشکیل دادند که از سادات و مجتهدان تشکیل می‌شد. این کار باعث شد در آینده پس از تأسیس دولت–ملت‌های مدرن، هنوز یک مرزبندی عقیدتی مرزهای ایران را تعریف کند و در دوره‌هایی تندروی‌های شیعی (به‌خصوص شیخ‌الاسلام‌ها) باعث بروز درگیری در مناطق مرزی و کوچک‌تر شدن ایران می‌شد؛ مثلاً تندروی‌های محمدباقر مجلسی در اوائل قرن ۱۸ میلادی در ایجاد تنفر نسبت به اهل تسنن خراسان که منجر به هجوم افغان‌ها به اصفهان و از بین رفتن دولت صفویه در ۱۷۲۲ میلادی شد و یک هویت افغان را در شمال شرق خراسان تثبیت کرد که در قرون بعدی از عوامل جدایی افغانستان و کوچک‌تر شدن ایران شد.
حکومتی که شاه اسماعیل یکم بنیان‌گذاشت بیش از دو قرن دوام آورد و در دوران اوج خود در زمان شاه عباس بزرگ، بر تمام ایران امروز، جمهوری آذربایجان، ارمنستان، گرجستان، قفقاز جنوبی، عراق، کویت، افغانستان، بخش‌هایی از سوریه، ترکیه، پاکستان، ازبکستان و ترکمنستان حکومت می‌کرد. تأسیس دوبارهٔ ایران به‌عنوان یک پایگاه اقتصادی بین شرق و غرب، ایجاد دولت و دیوان‌سالاری، نوآوری در معماری و حمایت از صنایع دستی و هنر از دیگر دستاوردهای امپراتوری صفوی بود. شاه اسماعیل یکم موفق شد در خلال ۱۰ سال، پس از حرکت از لاهیجان به اردبیل و فتح تبریز، از آنجا سراسر ایران از کرمان و پارس و خراسان تا خوزستان و عراق کنونی را زیر پرچم یک دولت واحد شیعی درآورد.

## تبار و خانواده

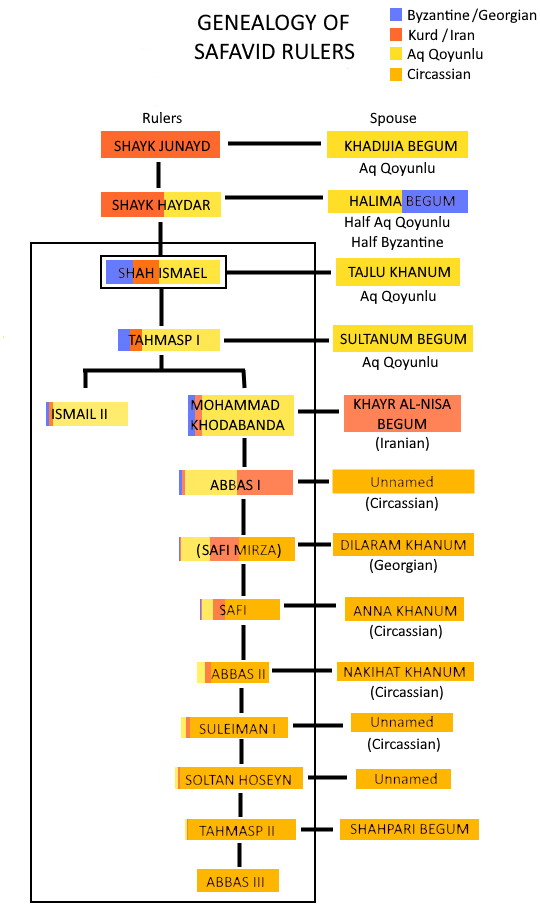
تبارشناسی قومی پادشاهان صفوی؛ کُرد و دیگر مردمان ایرانی‌تبار (قرمز)، تُرکمان (زرد)، یونانی (آبی)، گرجی و چرکس (نارنجی).

جد پدری شاه اسماعیل یکم بنا بر منبعی از نسخهٔ خطی کتاب صفوةالصفا نگاشتهٔ ابن بزاز اردبیلی که خود یکی از شاگردان شیخ صفی‌الدین اردبیلی بوده، به فیروزشاه زرین کلاه منسوب می‌شود. همچنین به نقل از کتاب سلسلةالنسب صفویه نوشتهٔ ابدال زاهدی، نسب صفی‌الدین اردبیلی به موسی کاظم هفتمین پیشوای شیعیان و نهایتاً به علی بن ابی‌طالب می‌رسد. دودمان صفوی از زمان صفی‌الدین اردبیلی شامل شیخ‌های صوفی بود و نام این دودمان نیز برگرفته از اوست. صفی‌الدین با دختر شیخ زاهد گیلانی ازدواج کرد و وارث طریقت زاهدیه پدرزنش شد که پس از او، به طریقت صفویه شهرت یافت.
اسماعیل یکم فرزند مارتا و شیخ حیدر بود که در سال ۱۴۸۷ میلادی در اردبیل به دنیا آمد. مادرش مارتا یا عالم‌شاه بیگم، دختر اوزون حسن، مقتدرترین فرمانروای آق‌قویونلو‌ها و همسر مسیحی او تئودورا معروف به دسپینا خاتون بود. دسپینا خاتون دختر ژان چهارم آخرین امپراتور ترابوزان بود. او در قراردادی برای محافظت از امپراتوری ترابوزان در برابر ترکان عثمانی با اوزون حسن ازدواج کرده بود.

### زمینه‌های شیعی صفویه
دو تن از نوادگان صفی‌الدین به نام شیخ جنید و پسرش شیخ حیدر این طریقت را ستیزه‌جویانه‌تر کردند و کوشش ناموفقی برای گسترش قلمرو خود داشتند. در زمان شیخ جنید (مرگ ۱۴۶۰م) پدر بزرگ اسماعیل صفویه را از یک فرقه صوفیانه که حول یک مرید سازماندهی شده بود، به یک جنبش نظامی فعال با سیاست فتح و سلطه تبدیل کرد. او اولین رهبر معنوی صفوی بود که گسترش آموزه‌های شیعه و خصوصاً غلات دوازده‌امامی را حمایت کرد. پیروانش جنید را تجسم خداوند می‌دانستند. شیخ حیدر (۱۴۵۹–۱۴۸۸م) به عنوان رهبر صفویه جاه طلبی سیاسی پدرش را دنبال کرد. در زمان او صفویه به عنوان یک جنبش سیاسی شیعی دوازده امامی به‌طور فزاینده‌ای تبلور یافت و حیدر در نظر پیروانش یک شخصیت الهی بود. وی با مریدان جنگجوی ترکمان خود که بعدها به دلیل بر سر داشتن کلاه قرمز رنگ قزلباش (به معنای سرخ‌سر در زبان ترکی) خوانده می‌شدند، برای جهاد علیه مسیحیان چرکس به نواحی قفقاز حمله کردند. توسعه‌طلبی حیدر باعث شد که با شروان‌شاهان وارد جنگ شود. سلطان یعقوب آق‌قویونلو در این جنگ به کمک شروانشاهان رفت و نهایتاً حیدر تیر خورد و به اسارت درآمد و جان خود را از دست داد.

## اوایل زندگی

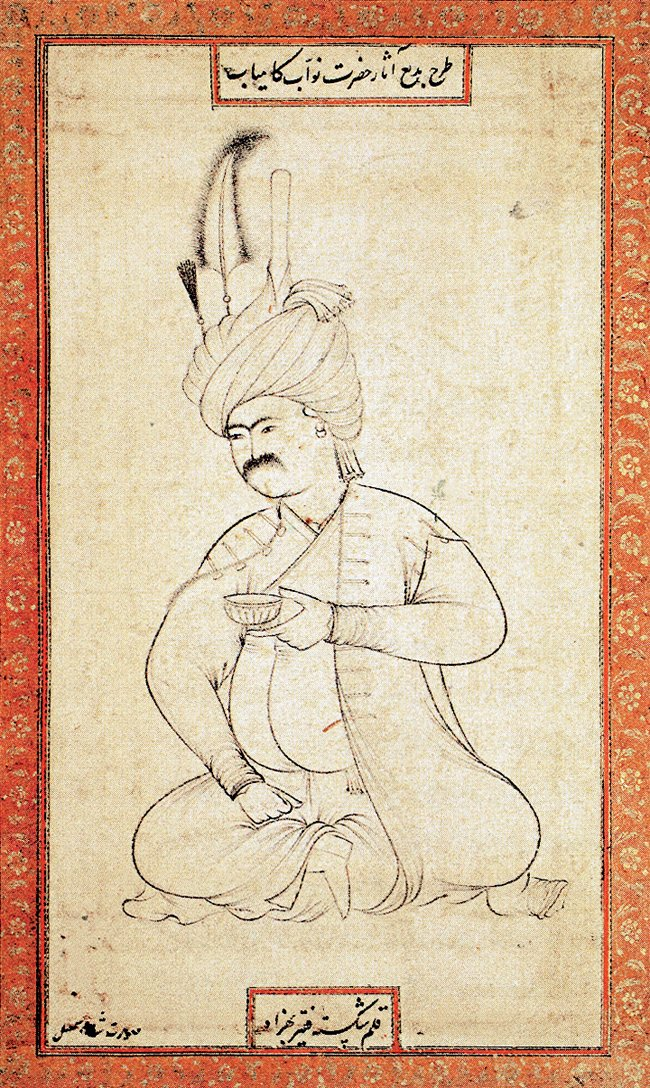
نگاره‌ای از شاه اسماعیل یکم اثر کمال الدین بهزاد

اسماعیل در ۲۵ رجب سال ۸۹۲ (۱۷ ژوئیه ۱۴۸۷) در اردبیل متولد شد. به گفته دانشنامه مشگین‌شهر، او در مشگین‌شهر متولد شده است. اسماعیل تنها یک‌سال داشت که پدرش را (در رجب ۸۹۳) از دست داد. پس از مرگ حیدر فرزندانش نیز به اسارت درآمدند. در این زمان، اسماعیل کودکی شیرخوار بود. او به همراه مادر و دو برادرش در شهر اصطخر در استان فارس، به‌مدت چهار سال و نیم زندانی شدند. در این دوره سلطان یعقوب آق‌قویونلو مرد و بین فرزندانش رستم و بایسنقر جنگ درگرفت و رستم برای مقابله با بایسنقر، «سلطان علی» برادر بزرگ اسماعیل و خانواده‌اش را آزاد کرد، تا بتواند از پشتیبانی قزلباشان خانقاه اردبیل برخوردار شود. سلطان علی با شکوه فراوان وارد تبریز شد و با سپاهی از صوفیان، بایسنقر را شکست داد. رستم از قدرت سلطان علی به وحشت افتاد و وی را در میانهٔ راه تبریز و اردبیل به قتل رساند. سلطان علی برادر هفت‌ساله‌اش اسماعیل را به یاران صمیمی و وفادارش سپرد. در شرایطی که مریدان طریقت صفویه از ترس نابودی کامل خاندان صفوی توسط دشمنانشان، اعضای خانواده را برای سال‌ها پنهان نگه داشتند.

### در اردبیل و لاهیجان
اسماعیل مدتی پنهانی در اردبیل زیست و سپس برای امنیت بیشتر به لاهیجان انتقال داده شد و نزد امیر آن‌جا «کارکیا میرزا علی» پناه گرفت. کارکیا میرزا علی فرمان‌روای محلی لاهیجان و دیلمان که شیعه و سادات و دوستدار خاندان صفوی بود در تربیت اسماعیل خردسال اهتمام کرد. اسماعیل تا سال ۹۰۵ قمری با مراقبت‌های شمس‌الدین لاهیجی که از فضلای آن دیار بود فارسی، عربی، قرآن و مبانی و اصول شیعه دوازده‌امامی را فرا گرفت. همچنین در این مدت، زیر نظر هفت تن از بزرگان صوفی لاهیجان فنون رزم را نیز آموخت.
بدین ترتیب اسماعیل از یک سو زیر تأثیر فرهنگ صوفیانه خانقاه شیخ صفی‌الدین بود و از سوی دیگر احتمالاً در گیلان با برخی آموزه‌های ایران باستان و تشیع دوازده‌امامی آشنا شده و مجموعهٔ این آموزه‌ها او را برای تبدیل شدن به یک حاکم مقتدر، فرماندهٔ نظامی و یک پیشوای مذهبی عالی آماده ساخت.

### بازگشت به اردبیل
قزلباشان به بهانهٔ زیارت آرامگاه شیخ صفی‌الدین اردبیلی، با کسب اجازه از کارکیا اسماعیل را به اردبیل بردند. هدف قزلباش‌ها از این کار خروج از حیطهٔ کارکیا بود. قزلباشان به همراه اسماعیل به منطقهٔ خلخال رفتند و نزدیک به سه ماه در روستاهای اطراف خلخال اقامت داشتند. آن‌ها در این مدت با برخی قبایل آناتولی ارتباط بر قرار کرده و از آن‌ها می‌خواستند که ترکان قزلباش را بسیج کرده به ایران بفرستند. در مدت سه ماه، حدود دو هزار قزلباش به شیوه‌های مختلف از آناتولی وارد ایران شده و به اردوی اسماعیل پیوستند. در این هنگام اسماعیل فقط ۱۲ سال و یک ماه سن داشت. از وقتی که اسماعیل از لاهیجان بیرون آمده بود تا هنگامی که در ارزنجان اردو زد در حدود هفت هزار ترک آناتولی به اردویش پیوستند که بیشتر از نُه قبیله زیر بودند:
1. ایل شاملو از شمال شرق مدیترانه و شمال غرب شام
2. تکلو از ناحیه جنوبی آناتولی
3. افشار از ناحیه آناتولی
4. قاجار از شمال و شرق آناتولی
5. روملو از ناحیه آناتولی
6. قرامان از منطقه کیلیکیه در جنوب آناتولی و اطراف قونیه
7. ورساق از منطقه کیلیکیه در شمال دریای مدیترانه
8. ذوالقدر از بخش علیای فرات بین سوریه و ترکیه کنونی
9. استاجلو از شرق آناتولی

## از قیام تا پادشاهی

### تصرف آذربایجان
در سال ۹۰۵ ق، هفت تن از سران قزلباش در ارزنجان یک جلسه مشورتی با حضور شاه اسماعیل برگزار کردند تا در مورد حرکت جهادی خود تصمیم بگیرند؛ موضوعی که در این جلسه مطرح بود این بود که برای جهاد به گرجستان حمله کنند یا ایروان را بگیرند که منطقه‌ای مسیحی‌نشین و حاکمانشان از خاندان‌های دیرین ایرانی و بازمانده از دوران پارتیان و ساسانیان بودند. عده‌ای نیز پیشنهاد دادند به روستاهای آذربایجان حمله کنند و عده‌ای نیز بر این عقیده بودند مدت زمان بیشتری در ارزنجان بمانند تا ترکان بیشتری به لشکرشان بپیوندند و سپس به آذربایجان یورش برده، آنجا را از آن خود کنند.
اسماعیل ابتدا با ایل شاملو که از شمال شرق مدیترانه و شمال غرب شام به قریه شاملو (در نزدیکی تبریز) مکرراً نقل مکان می‌کردند و علوی نیز بودند (بیشتر در جبل عامل ساکن بودند) و اکثر یاران عقیدتی‌اش از این ایل بودند، برای گردآوری سپاه بیشتر به قره‌باغ و وان رفت و در سال ۹۰۶ قمری، همراه با هفت هزار سپاهی قزلباش به سمت شروان لشکر کشید. در جنگی که نزدیک قلعه گلستان روی داد، فرخ یسار با وجود بیست هزار جنگاور مغلوب و کشته شد. اما قلعه گلستان در مقابل سپاه صوفیان به مقاومت پرداخت و بلافاصله تسلیم نشد. با این حال باکو تسلیم شد و سردار خردسال به جای آن‌که وقت خود را برای محاصره و تسخیر قلعه گلستان ضایع کند، از حوالی شروان عزیمت کرد و راه آذربایجان را پیش گرفت. در این اثنا، ایلات ترک بهارلو (ایلی که از فرزندان بایرام خوجهٔ بهارلو و از ایلات تشکیل‌دهندهٔ قره‌قویونلوها بودند) و قبایل ساری‌قمیش هم به سرکردگی حسن‌خان به شاه اسماعیل پیوستند.

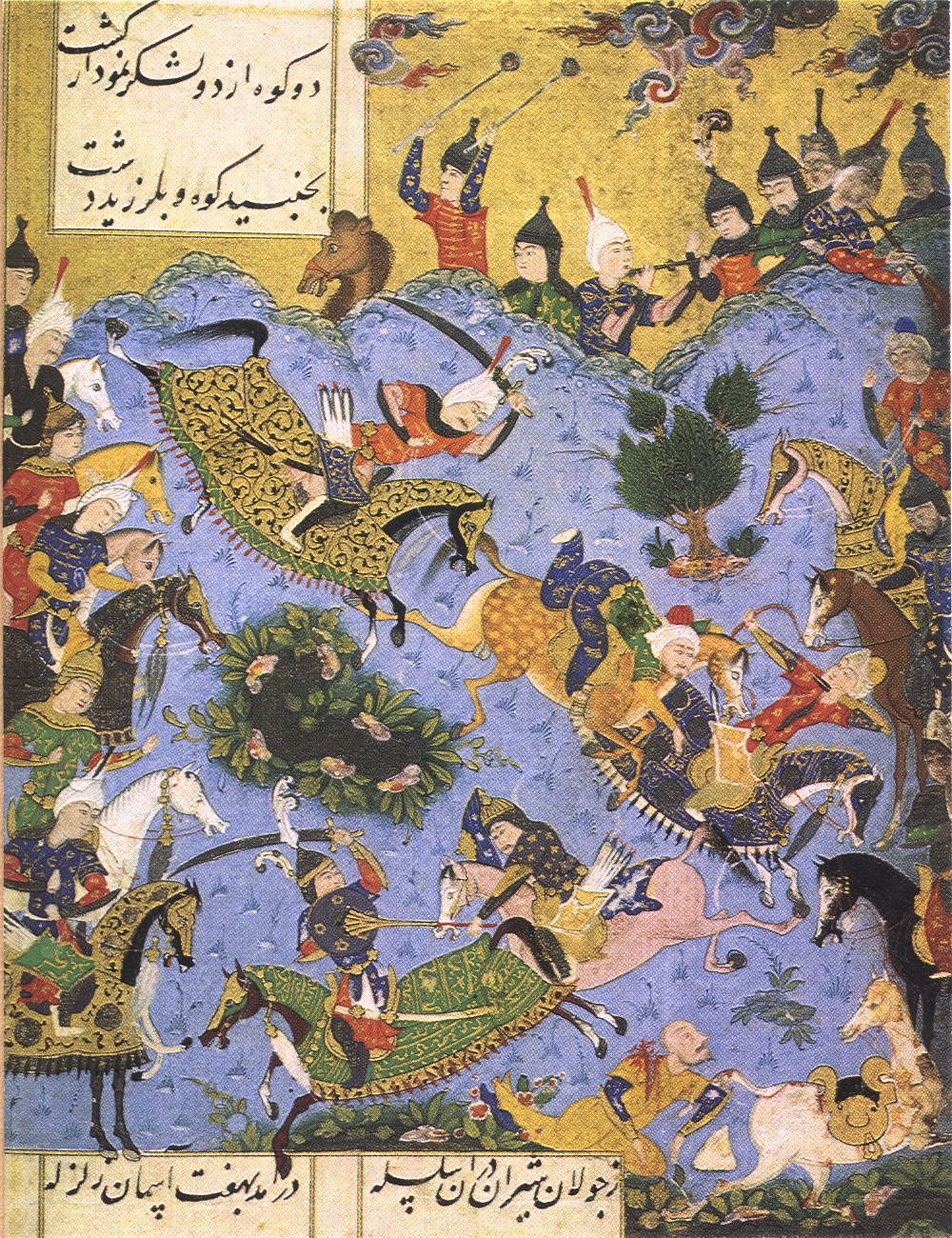
نگاره‌ای از نبرد بین شاه اسماعیل و شروان‌شاه فرخ یسار از شهنشاه‌نامه، اثر قاسم گنابادی.

اسماعیل در سال ۹۰۷ قمری (۸۸۰ ش/۱۵۰۱ م) در نبرد شرور که در نزدیکی نخجوان رخ داد، الوند بیگ آق‌قویونلو را مغلوب کرد و از آنجا پیروزمندانه وارد تبریز شد و سلطنت خود را با اعلام و اظهار سلطنت شیعه که به هر حال با آیین اکثریت اهل شهر مغایر بود، اعلام داشت. شاه اسماعیل یکم صفوی قیام مؤثر خود را ضد امیران آق‌قویونلو به سال ۹۰۷ قمری، از اردبیل آغاز کرد ولی پایتخت خود را به تبریز انتقال داد. با این وجود، اردبیل به سبب آن که مدفن شیخ صفی‌الدین بود، پایتخت معنوی شاهان صفوی به‌شمار می‌رفت و از تقدس و احترام خاصّی بهره‌مند بود. وی که تنها چهارده سال داشت به کمک مریدانی که اغلب از تبار شاملو بوده و سخت به او معتقد بودند شاه ایران شد و دودمان خویش را به نام جدش صفی‌الدین، «صفویه» نامید.

### قساوت در تبریز
در سفرنامهٔ بازرگان گمنام ونیزی که در زمان آغاز حکومت شاه اسماعیل در تبریز بوده، چنین آمده که: «شاه اسماعیل پس از تسلط بر تبریز، با نهایت بی‌رحمی با گروه مخالفان رفتار کرد؛ چنان‌که بسیاری از مردم، از ملایان گرفته تا زنان و کودکان را ریز ریز کرد. او فرمان داد تا استخوان‌های عاملان کشته شدن پدرش شیخ حیدر از گور بیرون آورده و در ملأ عام در کنار سرهای بریده شدهٔ دزدان و روسپیان سوزانده شوند؛ قبر سلطان یعقوب آق‌قویونلو در «باغ قیصریه» (امامزاده چهارمنار در بازار تبریز امروزی) نیز نبش و استخوان‌هایش سوزانده شد. ۲۰ هزار نفر از مردم شهر تبریز در این قضایا کشتار شدند و سرانجام همه مردم پیرامون آن سامان، فرمان شاه اسماعیل را گردن نهادند و همه ساکنان شهر شعار او را که لباسی قرمزرنگ بود به تن کردند»: «پس از دومین ورود شاه اسماعیل به تبریز، وی ۱۲ نفر از زیباترین جوانان خانواده‌های ثروتمند تبریزی را برای بهره‌گیری جنسی «عمل شنیع» به اقامتگاه خود در کاخ هشت‌بهشت تبریز انتقال داد و سپس آنان را به امرای زیر دست خود سپرد که آنها نیز همان کنند».

### اعلام تشیع به‌عنوان مذهب رسمی

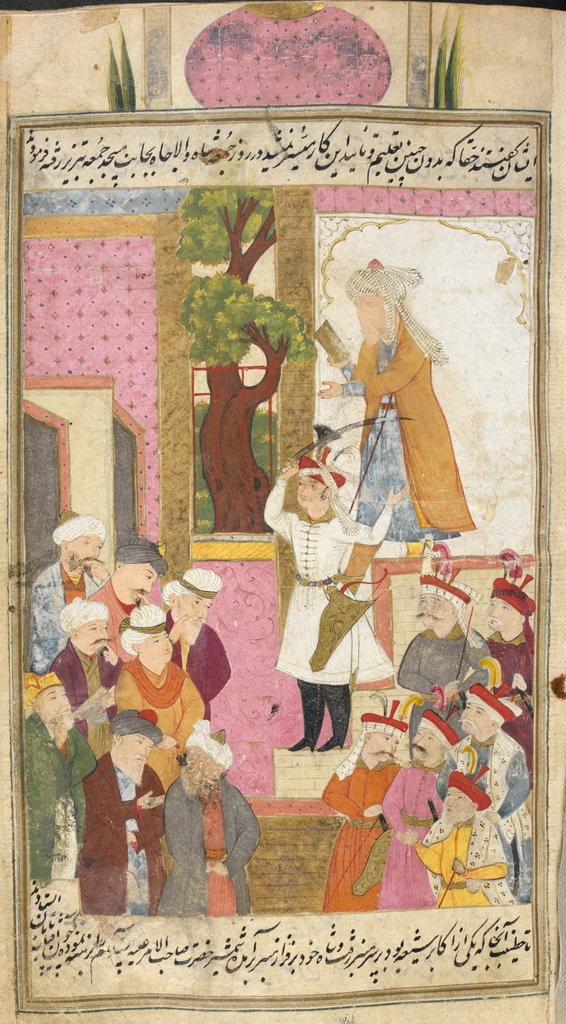
نگاره‌ای از شاه اسماعیل نوجوان درحال اعلام مذهب شیعه به‌عنوان مذهب رسمی حکومت در مسجد جامع تبریز در سال ۱۵۰۱ میلادی.

اسماعیل در شهر تبریز مذهب تشیع را به‌عنوان مذهب رسمی اعلام نمود. بیشتر مردم در آن‌زمان سنی مذهب بودند و اُمرای قزلباش این مطلب را به شاه اسماعیل یادآور شدند؛ یک شب پیش از تاج‌گذاری نزد او رفتند و گفتند:
«قربانت شویم، دویست سیصد هزار خلق که در تبریز است، چهار دانگ آن همه سنی‌اند و از زمان حضرات تا حال این خطبه را کسی در تبریز برملا نخوانده و می‌ترسیم مردم بگویند که پادشاه شیعه نمی‌خواهیم و نعوذ باالله اگر رعیت برگردند چه تدارک در این باب توان کرد؟ پادشاه فرمودند: خدای عالم و حضرات ائمهٔ معصومین همراه من‌اند و من از هیچ‌کس باک ندارم. به‌توفیق الله تعالی، اگر رعیت حرفی بگوید شمشیر می‌کشم و یک کس زنده نمی‌گذارم!»
دربارهٔ علت تثبیت مذهب شیعه استدلال‌های بسیاری شده است. به عقیده موسی موسوی اصفهانی، جنگ‌ها با عثمانی با مسئله حرمت جنگ مسلمان با مسلمان در تضاد بود و افراد زیادی بودند که با جنگ و خون ریزی هم‌کیشان خود مخالف بودند و اعتقاد داشتند که باید به خلافت عثمانی پیوست و از امر خلیفه مسلمین اطاعت نمود. مذهب جدیدی که شاه اسماعیل بر ایران تحمیل نمود از این عمل جلوگیری کرد. همچنین با شیعه‌شدن اهل سنت، اختلاف حنفی و شافعی از میان برداشته شد، ولی بعدها مبدل به اختلاف حیدری و نعمتی گردید.

### قداست اسماعیل برای قزلباشان
تقدس اسماعیل یکم و دیگر شاهان صفوی به حدی بود که هرکس به دربار آنها می‌رفت بایستی در برابرشان سجده می‌کرد.
گیوسافات باربارو جهانگرد اروپایی می‌نویسد:
«این صوفی مورد پرستش مردم است و همچون خداوند در نظرشان است. سربازانش به عشق او بدون اینکه زرهی بر تن کنند، به میدان جنگ می‌روند به این امید که مرشد و آقایشان از آن‌ها حمایت خواهد کرد. آن‌ها تمنی شهادت به‌خاطر او را دارند و سینه‌چاک و هراسان به پیش می‌تازند، درحالی که نام او را به‌جای نام خدا بر زبان دارند. وقتی که یکی از آنها بر زمین می‌افتد، نام شیخ را بر زبان می‌آورد و این دو معنی دارد: یکی اینکه معنی خدا برای آنها دارد و دوم اینکه او را به‌عنوان پیامبر خدا می‌پرستند. همان‌طوری که مسلمانان می‌گویند: لا اله الا الله، قزلباشان می‌گویند: لا اله الا اسماعیل ولی‌الله.»

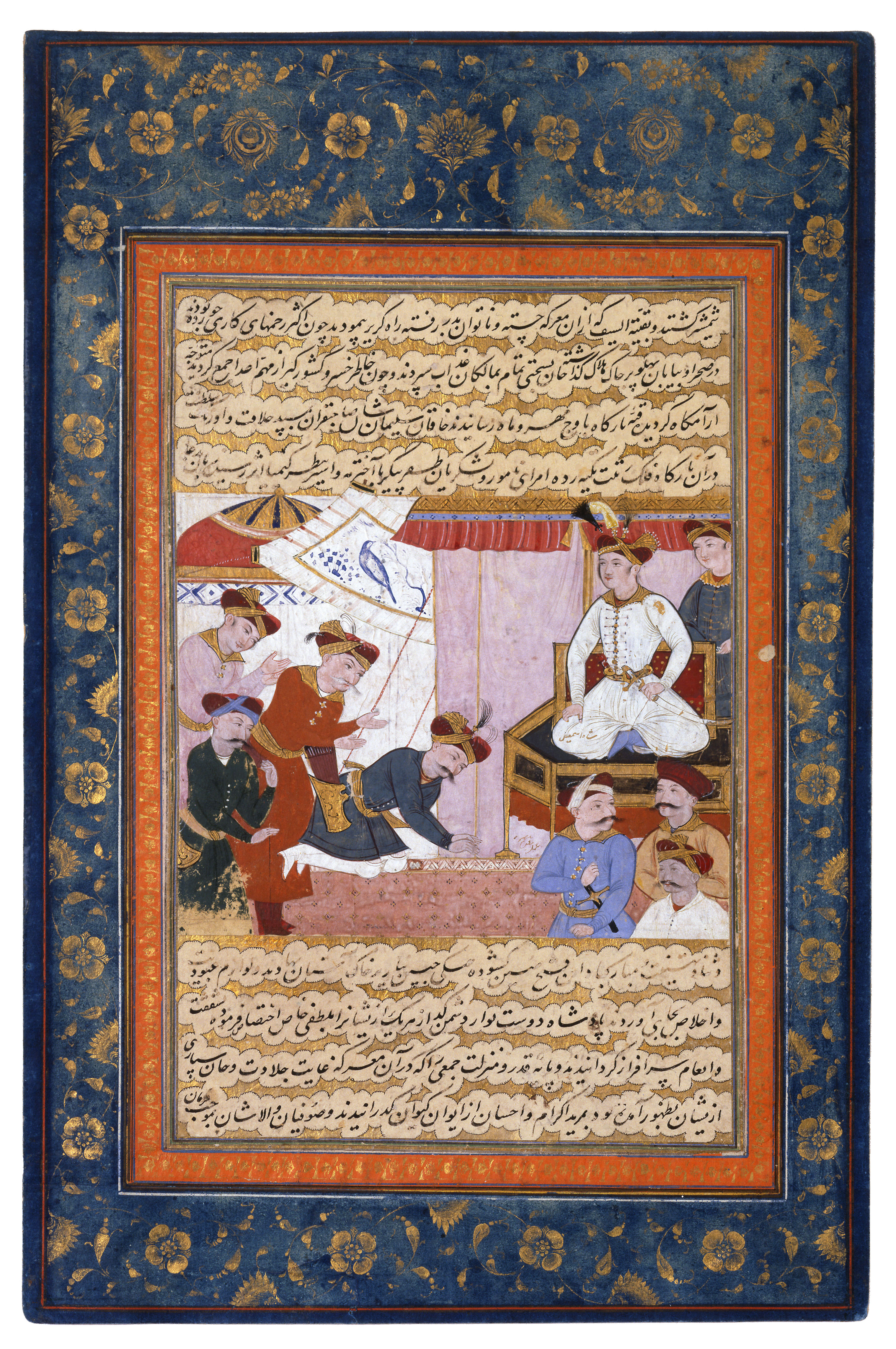
نگاره‌ای از شاه اسماعیل یکم در حضور قزلباشان که پس از پیروزی بر فرخ یسار شروان‌شاه مورد تکریم و سجده آنان قرار می‌گیرد؛ اثر معین مصور در جهانگشای خاقان، اصفهان، اواخر دهه ۱۶۸۰ میلادی.

هنگام اقامت شاه اسماعیل در مراغه که مناره بلندی در آنجا بود، ایلچی سلطان بایزید دوم به حضور او رسید. شاه اسماعیل برای آنکه به ایلچی نشان دهد مریدانش تا چه حد مشتاق جان‌فشانی در راه اجرای فرامین او هستند، دستور داد اعلام کنند هرکس پادشاه خود را دوست دارد از منار خود را بیاندازد. فوراً صد نفر خود را انداخته و نوبت به یکدیگر نمی‌دادند. ایلچی برخاست و شفاعت کرد تا پادشاه از این درگذشت.

## سلطنت
در هفت سال نخست سلطنت اسماعیل، تسلط قزلباشان تقریباً مطلق بود. آن‌ها تمامی مناصب کلیدی کشوری و نظامی را در اختیار داشتند. اما هنگامی که اسماعیل به سن بلوغ سیاسی رسید، شروع به گماردن اعضایی از جمعیت بومی فارسی‌زبان — که در آن زمان با عنوان تاجیک شناخته می‌شدند — در برخی از این مناصب کرد تا از آنان به‌عنوان نیرویی متوازن‌کننده در برابر قزلباشان بهره گیرد.
شاه اسماعیل کلیهٔ وظایف اداری و کشوری را به قزلباشان یا ایرانیانی سپرد که در اعتقادشان به تشیع صفوی جای شک و شبهه‌ای نبود و بسیاری از آنان پیشینهٔ طولانی در کارهای دیوانی داشتند. نامدارترین مردان او عبارت بودند از: امیر زکریا تبریزی، محمود خان دیلمی، شمس‌الدین لاهیجی، امیر نجم رشتی، نجم ثانی، میر سید شریف شیرازی و شمس‌الدین اصفهانی

### فتوحات
شاه اسماعیل یکم با فتوحات سریع و پی در پی، بیشتر ایران‌زمین و بخش‌هایی از ترکیه کنونی را تحت حاکمیت خود قرار داد. مراحل اصلی گسترش قلمرو صفویه در ایران عبارت بود از: فتح فارس و عراق عجم در ۱۵۰۳م/۹۰۷–۹۰۸ق، مازندران و گرگان و یزد در ۱۵۰۴م/۹۰۹ق، دیاربکر در ۱۵۰۵–۱۵۰۷م/۹۱۱–۹۱۳ق و شیروان در ۱۵۰۸م/۹۱۵–۹۱۹ق. حکام محلی خوزستان، لرستان و کردستان نیز در سال ۱۵۰۸م/۹۱۴ق تسلیم فرمانروایی وی شدند و در همان سال، اسماعیل با تسخیر تمام عراق، آخرین قلمرو باقی‌مانده تحت تسلط آق‌قویونلو را فتح کرد. با تسخیر بغداد، اسماعیل نفوذ حکومت صفویه را از داخل ایران به مرزهای خارج از ایران گسترش داد.

#### فتح عراق
بعد از فرار سلطان مراد آق قویونلو از شیراز به بغداد و سپس دیاربکر، یکی از فرماندهان نامدار او به نام باریک بیک پرناک در عراق عرب باقی مانده و در به وسیله نیروهای باقی مانده سلطان مراد توانست آنجا را زیر استیلای خود درآورد. اما در سال ۹۱۴ قمری شاه اسماعیل یکی از خدام مخصوص خود را به نام خلیل بیک به عنوان سفیر سوی باریک بیک در بغداد فرستاد تا او را دعوت به فرمانبرداری کند که مورد پذیرش باریک بیک قرار گرفت و کلاه قزلباشی بر سر بگذاشت ولی در عوض از شاه اسماعیل درخواست کرد که حکومت بغداد را در دست او نگه دارد که مورد قبول شاه واقع نگشت. بدین ترتیب باریک بیک آماده مقابله با شاه اسماعیل شد. اما پس مدتی باریک بیک دچار ترس و اضطراب از احتمال یاری رساندن شیعیان بغداد به سپاه صفوی در صورت محاصره آن شهر شد و در آخر پیش از اینکه سپاه شاه اسماعیل که فرماندهی آن بر عهدهٔ یکی از سردارانش به نام حسین بیک بود به شهر برسد برسد، باریک بیک پرناک سوی عثمانی گریخت و هنگامی که سپاه حسین بیک به بغداد رسید، مردم دروازه‌ها را به روی او گشودند و بغداد و دیگر نقاط عراق به صلح فتح شد.

### سیاست حکومتی
اسماعیل قبایل ترکمان قزلباش را به‌عنوان نیرویی جدانشدنی از ساختار حکومتی صفویان تثبیت کرد؛ چرا که آنان او را به قدرت رسانده بودند. این گروه جنگجو که «مردان شمشیر» بودند، با «مردان قلم» —دیوان‌سالارانی که عمدتاً ایرانی و از طبقهٔ اندیشمندان بودند—در تعارض قرار گرفتند. برای حل این کشمکش، اسماعیل عنوان جدیدی با نام وکیل نفس نفیس همایون ایجاد کرد. این مقام، از نظر جایگاه حتی بالاتر از امیرالامرأ (فرمانده کل قوای نظامی که معمولاً به سرداران قزلباش اعطا می‌شد) و وزیر (رئیس دستگاه دیوانی) قرار داشت و نمایندهٔ مستقیم شاه در دربار به‌شمار می‌آمد. با این حال، ایجاد این عنوان نیز نتوانست اختلافات میان سران قزلباش و دیوان‌سالاران ایرانی را پایان دهد. این تنش‌ها سرانجام در جنگ غجدوان به اوج رسید؛ نبردی میان صفویان و ازبکان که فرماندهی ارتش صفوی را نجم ثانی، وکیل ایرانی اسماعیل، بر عهده داشت. شکست صفویان در این نبرد و اسارت و سپس اعدام نجم ثانی، نتیجهٔ خیانت و فرار بسیاری از نیروهای قزلباش بود.

#### تلاش اتحاد با اروپاییان علیه عثمانی
سلطان بایزید دوم در سال ۱۵۰۴ میلادی که اسماعیل در اصفهان بود، سفیری نزد او فرستاد و با انتقاد از فعالیت‌های ضد سنی اسماعیل هشدار داد که اگر اهل سنت در قلمرو اسماعیل امن نباشند، روابط میان آنها هرگز بهبود نخواهد یافت. او هشدار داد که شاه به خاطر صدمه زدن به مسلمانان مسئول خواهد بود. پاسخ اسماعیل این بود که سفیر عثمانی را مجبور کرد تا آتش زدن دو نفر را که حداقل یکی از آنها سنی بود تماشا کند؛ سپس او را وادار به خوردن گوشت خوک کرد. سپس اسماعیل فرستاده‌ای به استانبول فرستاد و از سلطان تقاضا کرد طرابزون (منطقه‌ای که مادر بزرگ مسیحی‌اش دسپینا خاتون از آنجا بود) به او سپرده شود.
در ۲۷ سپتامبر ۱۵۰۸ میلادی، فرستاده شاه اسماعیل که خود را در لباس یک درویش استتار کرده بود با فرماندار قلعه ونیزی نافپلیو در یونان ملاقات کرد و پیامی مبنی بر ابراز دوستی با مسیحیان و تنفر از عثمانی‌ها به او ابلاغ کرد. دو فرستاده دیگر شاه اسماعیل در ماه مارس ۱۵۰۸ و مه ۱۵۰۹ به ونیز رسیدند و پیشنهاد دوستی و اتحاد علیه عثمانی‌ها را ارائه کردند. پاپ ژولیوس دوم (۱۵۰۳–۱۵۱۳ م) در سال ۱۵۰۷ به مانوئل یکم پادشاه پرتغال و در سال ۱۵۰۸ میلادی به لادیسلاس دوم پادشاه بوهمیا و مجارستان در مورد ضرورت دخالت دادن شاه اسماعیل در جنگ با عثمانی‌ها نامه نوشت. در ۱۶ ژوئن ۱۵۰۸ میلادی، شاه لهستان لادیسلاس دوم شخصاً سفیری به ایران فرستاد. شاه اسماعیل دو نامه هم به پاپ لئون دهم فرستاد که در ژوئیه ۱۵۱۵ و ژوئن ۱۵۲۱ به‌دست او رسیدند.
پس از شکست در جنگ چالدران (۱۵۱۴ م/۸۹۳ ش) اسماعیل تلاش خود را برای یافتن متحدان مسیحی گسترش داد. فرستاده او علی بیگ، در ۱۳ مه ۱۵۱۵ به ردس، مقر شوالیه هاسپیتالر رسید. هاسپیتالر قبلاً همراه پدربزرگ مادری اسماعیل، اوزون حسن، علیه عثمانی‌ها جنگیده بود و اسماعیل او را یک متحد قدیمی می‌دانست.

#### واگذار کردن جزایر و بندرهای جنوب ایران به پرتقالی‌ها
در اکتبر ۱۵۰۷ میلادی (مهر ۸۸۶ شمسی)، بلافاصله آلفونسو دو آلبوکرکی پرتقالی پس از فتح جزیره هرمز با فرستادگان شاه اسماعیل در جزیره هرمز ملاقات کرد. شاه از اینکه پرتقالی‌ها جزیره او را اشغال کرده‌اند ناراحت نبود. بلکه بیشتر نگران از دست دادن خراج هرمز بود. او، پرتغالی‌ها را متحد اروپایی خود در نبرد با عثمانی‌ها و مملوک‌ها می‌دانست. حضور و استعمارگری پرتغالی‌ها در جنوب ایران که تا زمان شاه عباس یکم به درازا کشید، در گشودن مسیر استعمار برای اروپایی‌ها در منطقه مؤثر بود.

#### وارد کردن علمای شیعه به سیاست
برخلاف دین مزدیسنا و مسیحیت، در اسلام هیچگاه طبقه‌ای به‌نام روحانیت وجود نداشته است. نخستین بار امپراتوری عثمانی در قرن ۱۵ میلادی (۹ هجری) به تقلید از کلیسای کاتولیک در اروپا، اقدام به تأسیس منصب شیخ‌الاسلام کرد تا از طریق فتواهایشان از سیاست‌های حکومت را پشتیبانی کنند. مورخان اتفاق نظر دارند که نخستین بار سلطان محمد دوم در ۱۴۵۱ میلادی چنین فردی را منصوب کرده است. صفویه نیز به تقلید از عثمانی، منصب شیخ‌الاسلام را تأسیس کردند که از زمان شاه عباس یکم در اصفهان مستقر شد. پس از صفویه با کمرنگ شدن نقش این مقام، آنان جای خود را به مجتهدین عام شیعه دادند. برنارد لوئیس می‌نویسد: «ایرانیان نمی‌دانستند که با این‌کار در واقع اسلام را مسیحی کرده‌اند.» در دوران پادشاهان ضعیف مثل شاه تهماسب یکم، شاه سلیمان یکم و شاه سلطان حسین شیخ‌الاسلام‌ها قدرت زیادتری گرفتند. تا جایی که محمدباقر مجلسی به‌طور سازمان یافته اقدام به ایجاد تغییرات عظیمی در شیعه دوازده‌امامی کرد. او قداست امامان شیعه را افزود، اهمیت گریه‌کردن و عزاداری را بالا برد، عقل‌گرایی را زدود و شیعه را به یک مکتب احساسی بدل کرد و خرافات زیادی را نیز وارد مذهب شیعه کرد. مجلسی ذهن عوام را ناقص می‌دانست و راه رسیدن به سعادت را حکومت فقها همراه با پادشاهان اسلامی می‌دانست. محقق کرکی (۱۵۳۱–۱۴۶۱ م/۹۴۰–۸۷۰ ق) نخستین شیخ‌الاسلام شیعی بود که در ۱۵۰۰ میلادی به دعوت شاه اسماعیل به ایران آمد. وی اظهار می‌داشت: «برای مصلحت امت، لازم است یک عالم شیعه پیشوای مشروعی برای انجام وظایف امام غایب باشد.» پس از مرگ شاه اسماعیل، محقق کرکی به عنوان «نایب امام زمان» (همان ولایت فقیه) در همهٔ شئون اقتصادی، سیاسی و دینی دولت شیعی جدید صاحب اختیار مطلق شد تا آنجا که شخص شاه تهماسب نیز نایب او به‌شمار می‌آمد و او را به مقام شیخ‌الاسلامی نائل کرد. در زمان صفویان، مقام‌های مذهبی شیخ‌الاسلام برای همه شهرهای بزرگ منصوب شدند.

#### تغییر اذان
شاه اسماعیل در جریان فتح تبریز، فرمان داد که خطیبان «اَشهد اَن علیاً ولی‌الله» و «حَی علیٰ خیرالعمل» را در اذان و اقامه وارد کنند.

#### توهین به مردگان و بزرگان مذاهب
او در سال ۸۸۷ شمسی (۱۵۰۸ میلادی) پس از ورود به بغداد، دستور نبش قبر عبدالقادر گیلانی و ابوحنیفه نعمان بن ثابت را صادر و به اجساد آنها اهانت کرد و دستور داد جسد یک سگ را در قبر ابوحنیفه بگذارند.

#### کشتار علمای اهل سنت
از دیگر اقدامات وی، کشتار فضلا و دانشمندان سنی مذهبی بود که حاضر به دست برداشتن از باورهای خود نشدند. برای نمونه می‌توان به فقیه تفتازانی هراتی و حسین بن معین‌الدین میبدی اشاره کرد. او در شیراز دستور داد که روحانیون سنی را جمع کنند و فرمان داد تا بهخلفای سه‌گانه (ابوبکر، عمر و عثمان) دشنام بدهند؛ ولی آنها از این کار خودداری کردند و شاه اسماعیل نیز دستور داد همه آن‌ها را بکشند.

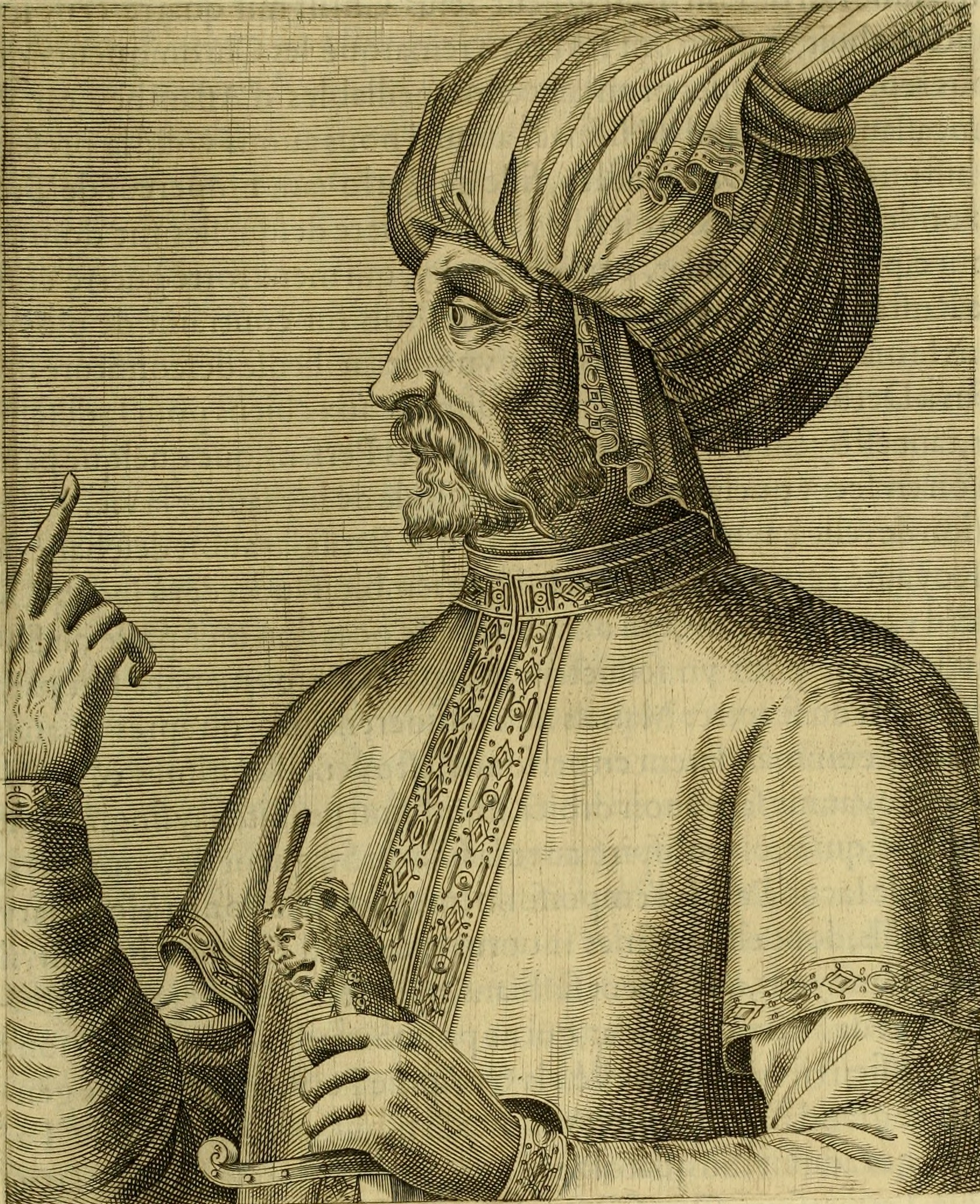
نگاره‌ای از شاه اسماعیل یکم

#### به‌کارگیری آدم‌خواران و زنده‌خواران
شاه اسماعیل برای نشان دادن تنفر خود از دشمنانش و نیز برای تغییر مذهب مردم به مذهب شیعه، عده‌ای قزلباش آدم‌خوار به همراه خود داشت که به آن‌ها فرمان می‌داد تا انسان‌ها را زنده یا مرده بخورند. نخستین واقعهٔ آدم‌خواری آن‌ها در ۱۵۰۴ میلادی در مازندران در مصاف با کیا حسین دوم چلاوی یکی از خان‌ها ثبت شده است. کیا حسین دوم چلاوی در آن حال حاکم سمنان و فیروزکوه بود که پس از جنگ‌هایی سخت در اوایل ذیحجهٔ سال (؟) قلعه‌ای که در آن محاصره شده بود را تسلیم کرد. بیش از ده هزار نفرشان به اسارت درآمدند که از میان آن‌ها حدود هزار تن کشته شدند و دو تن به اسامی مرادبیک جهانشاه لوی ترکمان و ساتلمیش بیک، زنده‌زنده از ته به سر به سیخ کشیده شده و کباب شدند و قزلباشان از گوشت آن‌ها تغذیه کردند.
واقعهٔ آدم‌خواری دیگری در سال ۱۵۱۰ در مصاف با ازبکان به سرکردگی شیبک خان ازبک اتفاق افتاد. در این رابطه، نقل شده است که:
او را در زیر اجساد ازبکان کشته‌شده یافتند؛ بی‌زخمی و جراحتی. در حال سرش از تن جدا کردند و نزد نواب کامیاب همایون آوردند. وی پس از احضار سر، جسد پر حسد او را طلب داشت. تیغ‌بندان درگاه، فی‌الحال جسد او را حاضر آوردند و قهرمان صفدر سه ضربت شمشیر بر شکمش زده، فرمود که قورچیان کثیرالاخلاص و ملازمان کثیرالاختصاص هر کس سر نواب همایون ما را دوست می‌دارد، از گوشت بدن این دشمن من قدری میل نماید. بر سر گوشت جسد آن ناپاک به نوعی ازدحام و هجوم عام شد که چند کس مجروح و زخمی گشتند و جمعی که دورتر بودند یک لقمه گوشت او را از جمعی که نزدیک‌تر بودند، به مبلغ کلی می‌خریدند و می‌خوردند و آن گوشت خام به با خاک و خون آغشته را بر وجهی خوردند که بنگیان گرسنهٔ محتاج، در وقت در رسیدن کیف بنگ و طغیان جوع، گوشت برهٔ فربه بریان را چنان به‌رغبت تناول ننمایند.

#### تأسیس گشت تبرائیان
تبرائیان یک گروه گشتی بودند که در کوچه‌ها و بازارها با صدای بلند، مخالفان اهل بیت را لعن می‌کردند و مردم نیز در جواب، ملزم به گفتن کلمهٔ «بیش‌باد و کم‌مباد» بودند. این افراد در دوره شاه اسماعیل و جانشین وی شاه تهماسب یکم که اعتقاد راسخ به تشیع داشت، فعال بودند. تبعیت الزامی بود و در برخی مناطق نیز همراه با تهدید و فشار بوده و در صورتی که شخصی در بیان لعن یا در جواب کلمات «بیش‌باد و کم‌مباد» کوتاهی می‌کرد، او را به قتل می‌رساندند.

#### تخریب مساجد و خانه‌های اهل سن
اسماعیل یکم تمام مساجد اهل سنت را نابود کرد. تومه پیرس، سفیر پرتغال به چین که در آن زمان به ایران سفر کرده بود در کتاب خود می‌نویسد:
«او (شاه اسماعیل) کلیساهای ما را اصلاح می‌کند و خانهٔ همهٔ مسلمانانی که از سنت محمد پیروی می‌کنند خراب می‌کند.»

#### اعلام جشن عمرکشان
شاه اسماعیل ۹ ربیع‌الاول، سال‌روز کشته شدن خلیفهٔ دوم مسلمانان عمر بن خطاب را جشن رسمی عمرکشان اعلام کرد که در آن مردم موظف شادی و پایکوبی از مرگ عمر و لعنت فرستادن بر وی بودند. این مراسم به مرور در ایران ریشه‌دار شد. در آن روز مردم در تمام محلات شهر یک آدمک کاهی می‌ساختند و مدتی آن را در معرض تماشا می‌گذاشتند. سپس آن پشت خری می‌نشاندند و در محله‌ها می‌گرداندند. مردم آدمک را عمر و ابن مرجانه می‌نامیدند و تمسخر و ناسزا می‌کردند و خشمگینانه آن عمر یا ابن مرجانه را با خر یک‌جا آتش زدند. چنین مراسمی موجب شگفتی و خنده جهانگردان اروپایی مانند پرالی و کارری گشته بود. او این رسم را نشانهٔ کینه‌ورزی ایرانیان نسبت به غاصبان حق و قاتلان پسران پیامبر اسلام می‌دانست.

## جنگ با دشمنان خارجی

### با ازبکان

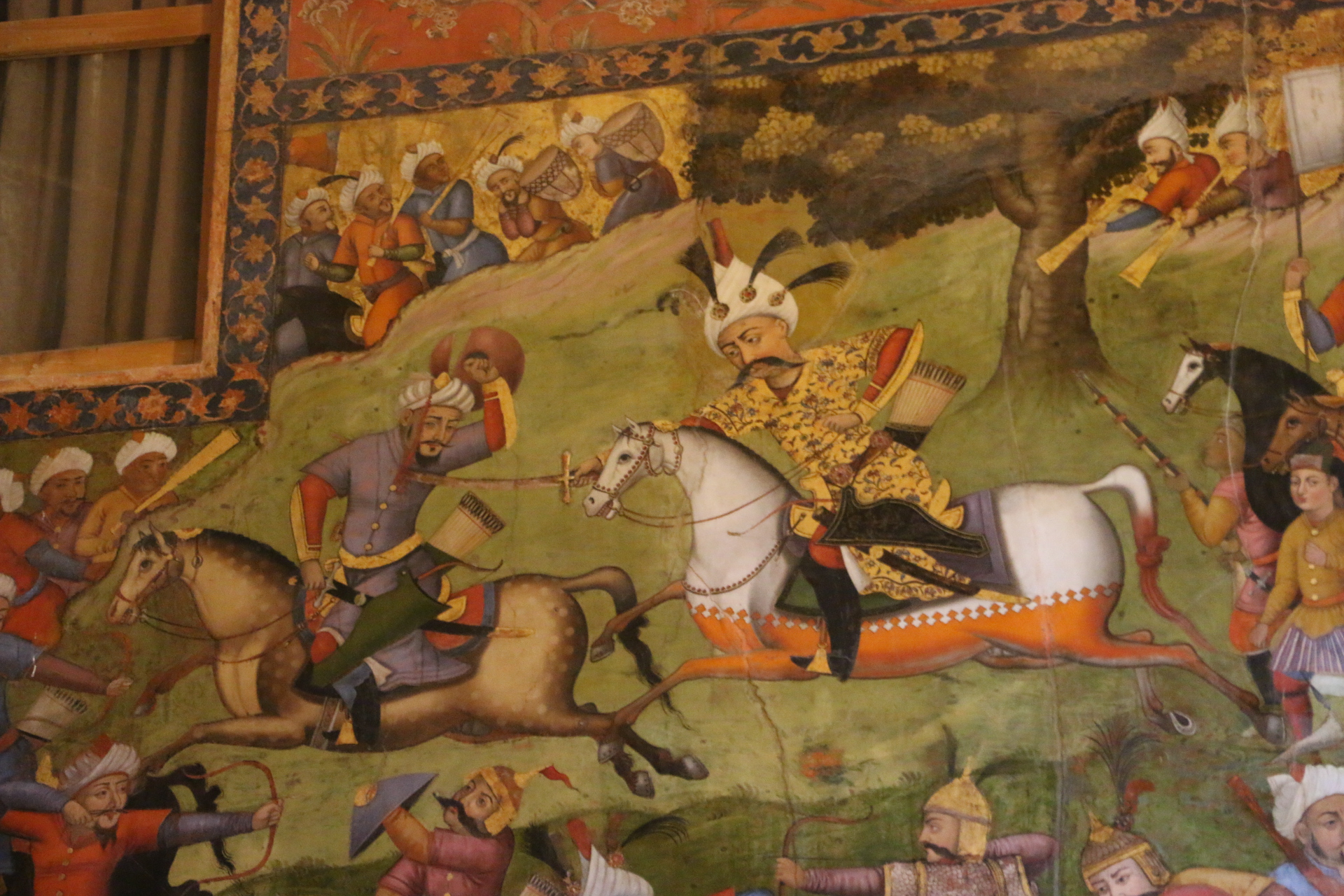
نگارهٔ «نبرد مرو» در کاخ چهل ستون که شاه اسماعیل یکم را در حال کشتن شیبک خان نشان می‌دهد.

پس از سقوط امپراتوری تیموری، خان ازبکان، شیبک خان (که خود را یکی از نوادگان چنگیز خان می‌دانست) توانسته بود که بخشی از ترکستان و تمام خراسان را تصرف کرده و امپراتوری شیبانی را ایجاد کند. او به‌دلیل تعصبات و همچنین به تشویق سلطان بایزید دوم برای نابودی دولت نوبنیاد صفوی، از سمت شمال شرقی وارد ایران شد. شاه اسماعیل به قصد جنگ با شیبک خان به خراسان لشکر کشید و در مسیر شهرهای دامغان، گرگان و مشهد را آزاد کرد. شیبک خان در قلعه مرو پناه گرفت و شاه اسماعیل موفق به فتح آن نشد. به همین دلیل با طرح نقشه‌ای تلاش کرد شیبک خان را از قلعه خارج کند و او را به دام بیاندازد. این اتفاق افتاد و پس از آن، دو لشکر ۱۷ هزار نفری قزلباشان و ۲۸ هزار نفری ازبکان در نزدیکی شهر مرو رو در روی هم قرار گرفتند و در نبردی سخت، سپاه شاه اسماعیل پیروز شد. پس از آن شاه اسماعیل فرمان داد پوست سر شیبک خان را پر از کاه کنند و آن را به دربار سلطان بایزید عثمانی بفرستند.

### با عثمانیان

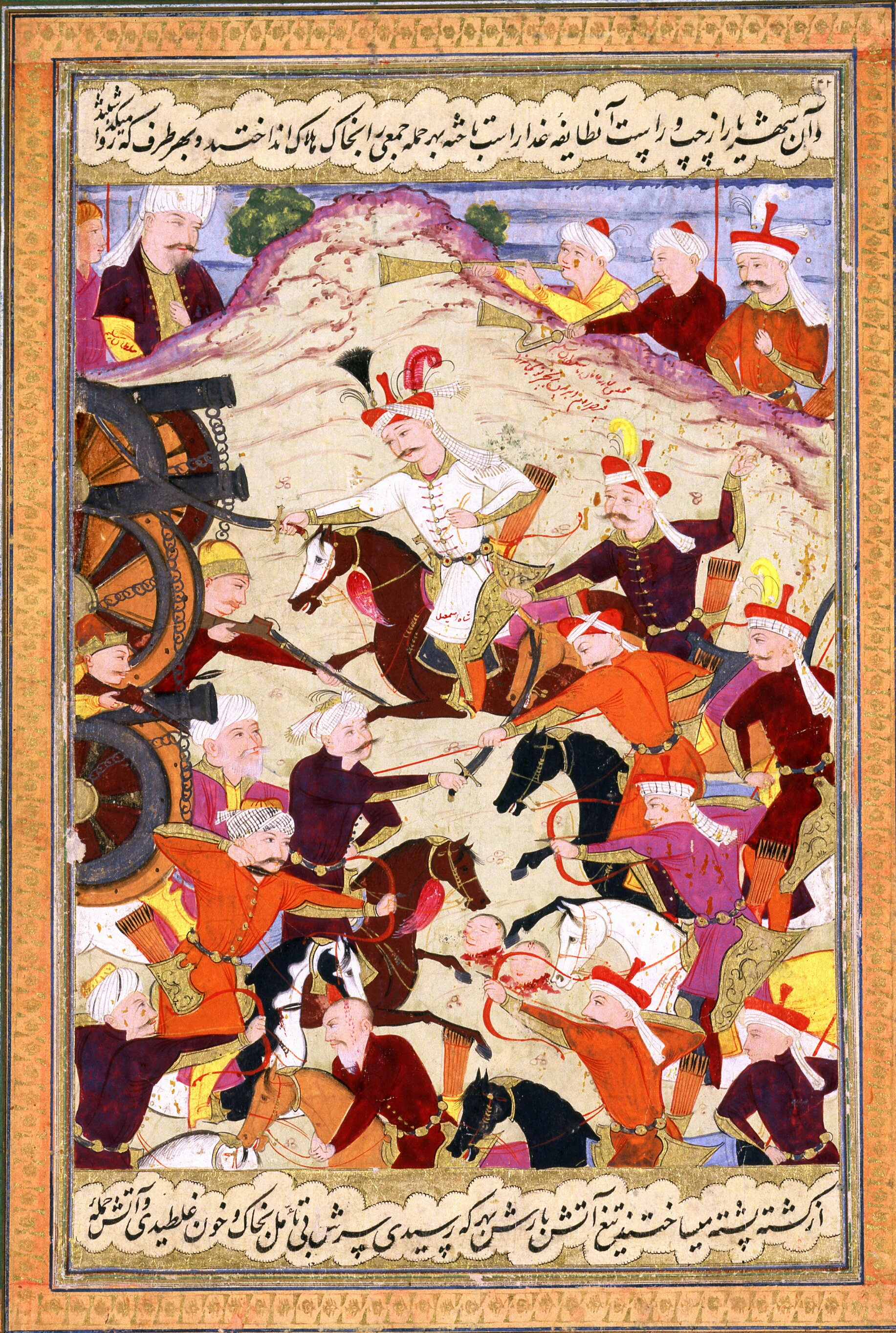
نگاره‌ای از شاه اسماعیل در جنگ چالدران اثر معین مصور

شاه اسماعیل در همین هنگام با یورش عثمانی‌ها مواجه شد. سلطان عثمانی به‌نام سلطان سلیم یکم که شیعیان را کافر می‌دانست، به قصد اشغال کامل ایران با لشکری عظیم به این کشور لشکرکشی کرد. شاه اسماعیل به قصد دفع حمله عثمانیان که پس از فتح دیاربکر، مستقیماً راه تبریز را در پیش گرفته بودند با جمع‌آوری حدود ۴۰ هزار سرباز در مقابل بیش‌از ۱۰۰ هزار سپاه عثمانی به غرب لشکر کشید تا به‌رغم کمبود نیرو و استفادهٔ سپاه مهاجم از توپخانه در جنگ چالدران در سال ۸۹۳ خورشیدی در مقابل دشمن ایستادگی کند. در این جنگ سربازان ایرانی که اکثراً از سلاح‌های سرد مانند شمشیر و نیزه استفاده می‌کردند در برابر سپاه ۱۰۰ هزار نفری عثمانی که مجهز به توپ و تفنگ بود به‌سختی ایستادگی کردند؛ با این‌حال ایرانیان شکست سختی خوردند و شاه اسماعیل هم به سختی مجروح شد و از میدان گریخت. ترکان عثمانی در این جنگ قسمت بزرگی از آذربایجان را به اشغال خود درآورند.
در سال ۱۵۱۴ میلادی، اعتبار و اقتدار اسماعیل به دلیل شکست در نبرد چالدران در برابر امپراتوری عثمانی خدشه‌دار شد. پیش از جنگ با عثمانیان، اسماعیل خود را تجسد علی یا حسین معرفی می‌کرد. این باور پس از چالدران تضعیف شد و اسماعیل ارتباط الهی-مذهبی خود را با قبایل قزلباش، که پیش‌تر او را شکست‌ناپذیر می‌دانستند، از دست داد. این امر بر اسماعیل تأثیر گذاشت؛ او به شدت به می‌گساری روی آورد و دیگر هرگز سپاهی را رهبری نکرد. این وضعیت به قبایل قزلباش امکان داد تا قدرت را به دست گیرند و بر اوایل پادشاهی پسرش تهماسب سایه افکنند.
اشغال بخش‌هایی از آذربایجان توسط عثمانی تا زمان شاه عباس یکم ادامه داشت. پس از شاه اسماعیل، نبردهای پرشماری بین ایران و عثمانی به‌ویژه در دورهٔ شاه عباس درگرفت و اختلافات مرزی و مذهبی دو کشور تا زمان تجزیه امپراتوری عثمانی در جنگ جهانی اول به درازا کشید.
درگیری‌های اساسی میان امپراتوری شیعی که شاه اسماعیل یکم تأسیس کرده بود با عثمانیان در غرب و شیبانیان در شرق، تا بیش از یک قرن بعد ادامه داشت. با این‌حال، او توانست در مدتی کوتاه با تدابیر جنگی، ایران را یک‌پارچه کرده و در برابر هجوم دشمنان داخلی و خارجی به‌ویژه ازبکان و عثمانی‌ها که از خاور و باختر به ایران حمله می‌کردند به‌خوبی مقاومت کند.

## سیاست‌های خارجی

### با پرتغالی‌ها در خلیج‌فارس
در سال ۹۱۳ قمری (۱۵۰۷ میلادی) از سواحل خلیج‌فارس به شاه اسماعیل یکم خبر رسید که گروهی پرتغالی با کشتی‌های جنگی به حدود لار و جزیره هرمز وارد شده و با حاکم هرمز پیمان بسته و آنجا را زیر نفوذ خود درآورده‌اند. هرمز بزرگ‌ترین مرکز تجارت بین ایران، عراق، هند و آفریقا بود. شاه اسماعیل، به دلیل فقدان نیروی دریایی و درگیری با ازبکان، حضور پرتغالی‌ها را نادیده گرفت؛ ولی برای اثبات قدرت خود بر این منطقه باج و خراج سالانه را از حاکم مطالبه کرد که با مخالفت آلفونسو دو آلبوکرکی روبرو شد. در مقابل، این ماجراجوی خشن پرتغالی اظهار آمادگی کرد تا به شاه در جنگ با عثمانی کمک کند. در سال ۹۲۱ قمری (یک‌سال پس از شکست چالدران) قراردادی میان شاه و آلبوکرکی امضا شد تا سپاهیان ایران با مساعدت نیروی دریایی پرتغال به بحرین و قطیف لشکرکشی کنند و دو دولت مقدمات حمله به عثمانی را نیز فراهم آورند. در مقابل ایران از جزیره هرمز چشم پوشید و موافقت کرد امیر آن جزیره تابع پرتغال باشد. چند ماه پس از این قرارداد، آلبوکرکی درگذشت و اجرای قرارداد مسکوت ماند و پرتغالی‌ها حدود یک قرن در خلیج‌فارس باقی ماندند. یکی از نتایج قرارداد واگذاری تعدادی از وسایل جنگی جدید از سوی پرتغال به ایران بود. پرتغالی‌ها پذیرفته بودند که نحوه کاربرد آنها را نیز به ایرانیان آموزش دهند. همین موضوع باعث شد عثمانیان با پرتغالی‌ها خصومت پیدا کنند. از مرگ آلبوکرکی تا زمان شاه عباس بزرگ یعنی تا اواخر قرن دهم هجری، دولت پرتغال در خلیج فارس اقتدار فراوان داشت و کشتی‌های آن دولت از طریق هرمز که مرکز تجارت ایشان در نواحی خلیج فارس بود با غالب بندرهای جنوبی ایران و سواحل عربستان تا بصره معامله و تجارت انحصاری داشتند. در این مدت دست تسلط پرتغالی‌ها روز به روز بر سواحل ایران درازتر شد و مراکز تجارتی نواحی دریای عمان و خلیج فارس مانند مسقط و هرمز و بحرین به‌واسطه ستمکاری و آزمندی پرتغالی‌ها راه ویرانی و زوال سپرد.

### با خان‌های ازبک
هم‌زمان با قیام شاه اسماعیل صفوی در ایران، شیبک خان توانست تا سال ۱۵۰۸ سراسر ترکستان و ماوراءالنهر را با قسمت بزرگی از افغانستان کنونی و شمال خراسان و استرآباد متصرف شود و از غرب و جنوب با قلمرو سلطنت شاه اسماعیل همسایه گردد، شیبک خان در مذهب تسنن بسیار متعصب بود و پیروان مذهب شیعه را دشمن می‌دانست. به همین سبب با شاه اسماعیل از در کینه‌توزی و دشمنی درآمد و در سال ۱۵۰۹ سپاه عظیمی از راه کویر به کرمان فرستاد و آن ایالت را غارت کرد و جمعی از مردم بی‌گناه را هلاک نمود. شاه اسماعیل در این هنگام در شیروان مشغول جنگ بود لذا سفیری به نام ضیاء الدین نورالله را با نامه‌ای دوستانه نزد شیبک خان فرستاد و او را به ترک دشمنی دعوت کرد؛ ولی خان ازبک در جواب وی نامه‌ای با عبارات زشت و توهین آمیز فرستاد و ضمن آن به طعنه نوشت چون قصد زیارت مکه را دارد می‌خواهد قلمرو سلطنت شاه اسماعیل را تصرف کند و از آن راه به زیارت خانه خدا برود. شاه اسماعیل در جواب نوشت اتفاقاً او هم قصد زیارت مشهد مقدس را دارد و به این جهت می‌خواهد خراسان را تصرف کند. به دنبال این مکاتبات در سال ۱۵۱۰ شیبک خان در نبرد مرو شکست خورد و کشته شد و سراسر خراسان، هرات، قندهار و مرو تا رود جیحون به دست شاه اسماعیل افتاد. پس از کشته شدن شیبک خان پسرش محمد تیمور سلطان در سمرقند به جای پدر نشست و با عبیدالله‌خان ازبک پسر عمویش که در بخارا حکومت می‌کرد سفیرانی نزد شاه اسماعیل فرستادند و از در صلح‌جویی درآمدند. شاه اسماعیل نیز با تقاضای آنان موافقت کرد و از خراسان به آذربایجان بازگشت. اما دیری نگذشت که باز امیران ازبک به سرحدات خراسان حمله بردند و چون شاه اسماعیل گرفتار تجاوز عثمانی بود نتوانست عکس‌العملی نشان دهد و این تاخت و تازها تا زمان درگذشت شاه اسماعیل و جلوس شاه تهماسب یکم ادامه یافت.

### با بابر گورکانی
ظهیرالدین محمد بابر چند بار با ازبکان بر سر سمرقند جنگید و در نهایت شکست خورد و ازبکان سمرقند را گرفتند بابر به حصار شادمان گریخت و در آن جا به محاصره ازبکان درآمد. شیبک خان به او پیشنهاد کرد خواهرش خانزاده بیگم را به ازدواج او در بیاورد و از محاصره بیرون رود، بابر به ناچار پذیرفت و سپس به کابل رفت. پس از آن‌که شاه اسماعیل در نبرد مرو در ۹۱۶ قمری بر ازبکان پیروز شد، خواهر بابر را به نزد برادرش فرستاد و بابر ضمن سپاس از شاه اسماعیل برای پس گرفتن سمرقند کمک خواست. شاه اسماعیل نیرویی به کمک بابر فرستاد و او توانست بار دیگر به سمرقند دست یابد؛ اما پس از شکست از ازبکان در جنگ غجدوان به کابل گریخت و چون از فتح ماوراءالنهر ناامید شده بود درصدد فتح ممالک هند برآمد و در ۹۳۲ قمری، سلطان ابراهیم را در نبرد نخست پانی‌پت شکست داد و سلسله گورکانیان هند را تأسیس کرد.

### با عثمانیان
هنگام جلوس شاه اسماعیل، سلطان بایزید دوم در کشور عثمانی سلطنت می‌کرد. این سلطان همواره به پادشاه صفوی که برای ترویج مذهب شیعه و تحصیل قدرت و سلطنت مبارزه می‌کرد به چشم بدگمانی و خصومت می‌نگریست و امیران آق‌قویونلو را که دشمنان سیاسی و مذهبی وی بودند علیه او تحریک و تشویق می‌کرد. پس از شکست الوند بیگ در شرور، باز هم بایزید دست از روابط دوستانه‌اش با خانواده سنی مذهب آق قویونلو برنداشت و همچنان آنان را به جنگ دیگری با شاه اسماعیل تشویق می‌نمود و حتی سپاهی در اختیار الوند بیگ گذاشت تا متصرفات از دست رفته‌اش را پس بگیرد. اما وقتی شاه اسماعیل توانست در سال ۱۵۰۳ برای دومین بار الوند بیگ را در همدان و سلطان مراد را در شیراز شکست دهد، سلطان عثمانی دریافت که سلطنت شاه اسماعیل تزلزل ناپذیر بوده و او ناچار است این واقعیت را بپذیرد؛ لذا به ظاهر از در دوستی درآمد و در سال ۱۵۰۴ سفیری به نام محمد چاوش بالابان را با هدایایی به تبریز فرستاد و شاه اسماعیل را برای فتح عراق و اصفهان و فارس تهنیت گفت. ضمناً طی نامه مفصلی به شاه اسماعیل نصیحت کرد که از ظلم و ستم نسبت به پیروان مذهب تسنن دست بردارد و به پیروی از تعصب خون بی‌گناهان را نریزد. شاه اسماعیل نیز به ظاهر با سلطان اظهار دوستی کرد و سفیر عثمانی را با نامه‌ای دوستانه و هدایای شایسته بازگردانید؛ ولی در عمل به نصایح او اعتنایی نکرد و سیاست خود را ادامه داد. پس از چندی بایزید ملاحظه کرد که شاه اسماعیل و صوفیان قزلباش عملاً اعتنایی به نظرات او ننموده و نسبت به سنی مذهبان شدت عمل زیادی به کار می‌برند؛ از اینرو به حکمرانان ایالات عثمانی فرمان داد از مسافرت شیعیان آناتولی به ایران ممانعت کنند و سرحدات دو کشور بسته شود. شاه اسماعیل که از این عمل سلطان ناراحت شده بود، در سال ۱۵۰۶ سفیری به نام محمد بیگ را به دربار عثمانی فرستاد و دوستانه از بایزید تقاضا کرد تا دستورش را لغو کند و مانع مسافرت شیعیان و مریدان خاندان صفوی که منظورشان زیارت آرامگاه شیخ صفی الدین اردبیلی می‌باشد نگردد. بایزید با این تقاضا موافقت کرد و پس از آن هم چند نامه دوستانه بین آن‌ها مبادله شد. سال بعد که شاه اسماعیل به امیرنشین ذوالقدر لشکر کشید بایزید این اقدام او را نیز نادیده گرفت و واکنشی نشان نداد؛ اما وقتی پادشاه صفوی شیبک خان ازبک را در مرو به قتل رسانید و پوست سرش را پر از کاه کرد و نزد او فرستاد این امر به بایزید که به سبب اشتراک مذهب روابط دوستانه‌ای با شیبک خان داشت گران تمام شد و به شدت از عمل پادشاه ایران خشمگین و رنجیده خاطر گردید. سلیم فرزند سوم سلطان بایزید دوم از مشاهده سر شیبک خان به قدری متأثر و اندوهگین گشت که کینه شاه اسماعیل را بیش از پیش در دل گرفت و بسیاری از مورخان ترک این امر را از علل اساسی جنگ چالدران برشمرده‌اند. افزایش قدرت شاه اسماعیل و نفوذ شیعه باعث تحریک ترکان عثمانی شد تا به هر دو به چشم یک تهدید بنگرند. در همان حال شاه اسماعیل صوفیان و مریدان شیعی مذهب خاندان صفوی را در ولایات عثمانی به تاخت و تاز و کشتار تحریک می‌کرد، چنان‌که به دستور وی در سال ۹۱۷ قمری شاه‌قلی بابا از سران صوفیه تکلو ولایات تکه و قرامان و سیواس را غارت کرد و جمعی از سرداران و سربازان عثمانی را کشت. سلطان بایزید دوم به علت آنکه در آن زمان پیر و فرسوده و در داخل کشور گرفتار عصیان پسر کوچک خود سلیم بود از دشمنی آشکار و اقدام به جنگ با شاه اسماعیل دوری می‌کرد و ناگریز در برابر تهدیدات و تحریکات او بردباری و ملایمت می‌نمود. به همین سبب نیز چون از تاخت و تاز شاه‌قلی بابا و غارت و کشتار او در ولایات عثمانی خبر یافت، به نوشتن نامه‌ای انتقادی به شاه اسماعیل قناعت کرد. در آوریل ۱۵۱۲ میلادی، سلیم فرزند سلطان بایزید دوم به کمک سربازان ینی‌چری علیه پدرش قیام کرد و قسطنطنیه (استانبول) را تسخیر نمود. بایزید به ناچار از سلطنت کناره‌گیری کرد و آن را به سلیم سپرد و خودش یک ماه بعد به طرز مرموزی درگذشت. سلطان سلیم در آغاز سلطنت به کشتن برادران و برادرزادگان خود که مدعیان سلطنت بودند پرداخت و فقط یکی از برادرزادگان وی به نام شاهزاده مراد موفق شد با ده هزار نفر قشون سوار و پیاده به ایران پناهنده گردد. شاه اسماعیل او را مورد محبت قرار داد و حکومت قسمتی از ایالت فارس را به او سپرد. در این هنگام سلیم یکی از سرداران خود به نام عزت چاپین را به ایران فرستاد تا ضمن اینکه طبق مرسوم آن زمان پادشاه ایران را از جلوس خود رسماً آگاه سازد، استرداد شاهزاده مراد را خواستار شود. شاه اسماعیل چون سلیم را غاصب تخت و تاج می‌دانست به تقاضای وی اعتنایی نکرد و سفیر وی را به سردی پذیرفت. شاه اسماعیل دو نفر از سرداران قزلباش به نام نورعلی خلیفه روملو و محمد خان استاجلو را برای عنوان جمع‌آوری شیعیان آناتولی و آوردن آنان به ایران در رأس سپاهی به خاک عثمانی فرستاد. این دو سردار شهرهای قره حصار و ملاطیه را تصرف کردند و در آن دو شهر به نام پادشاه ایران خطبه خواندند. محمدخان استاجلو نامه تهدیدآمیزی به سلیم نوشت و او را به جنگ طلبید و حتی کار را به جایی رسانید که برای سلطان چادر و جامه زنانه فرستاد و وی را نامرد و ترسو نامید! به این ترتیب آشوب عظیمی در ایالات شرقی امپراتوری عثمانی به وجود آمد و نظم داخلی آن کشور به کلی به هم خورد. سلطان سلیم که قصد انتقام‌جویی داشت برای اینکه از بروز هرگونه خطری در شمال و غرب امپراتوری‌اش جلوگیری کند ابتدا با دولت‌های مسیحی که در اروپا همسایه وی بودند معاهدات صلح منعقد کرد و آن‌گاه برای اینکه در داخل نیز از جانب شیعیان و مریدان شاه اسماعیل آسوده‌خاطر شود، به اشاره وی شیخ‌الاسلام استانبول که عالی‌ترین مقام مذهبی آن کشور بود، فتوی داد که قتل یک نفر شیعه بیش از قتل هفتاد کافر حربی و مسیحی ثواب دارد! در نتیجه این فتوی کشتار وحشتناکی در سراسر خاک عثمانی صورت گرفت و بیش از چهل هزار تن از شیعیان به قتل رسیدند. به دستور سلطان پیشانی بقیه شیعیان را هم با آهن گداخته داغ کردند تا در همه جا شناخته شوند. پس کشتارهای هولناک، وقوع جنگ بین دو کشور اجتناب ناپذیر بود. سلطان سلیم در ۱۹ مارس ۱۵۱۴ با سپاهی عظیم از شهر ادرنه عازم جنگ با ایران شد. در عرض راه نامه‌ای برای عبیدالله خان ازبک فرستاد و او را تشویق کرد که به انتقام خون عمویش شیبک خان قیام کند و از سمت شرق به ایران حمله کند تا به این ترتیب شاه اسماعیل را از دو طرف در میان گرفته از پا درآورند. سلطان عثمانی در ۲۱ آوریل نامه تهدیدآمیزی به زبان فارسی برای شاه اسماعیل فرستاد و در آن از شاه دعوت کرد از زندقه (کفر و الحاد) و اعمال گناه‌کارانه و اهانت نسبت به خلفای راشدین دست بردارد و الا به ایران حمله خواهد کرد. از سیواس هم نامه دیگری جهت وی فرستاد و طی آن ادعای خلافت و جانشینی پیغمبر اسلام را نمود و شاه اسماعیل و خاندان او را به کفر و ارتداد متهم ساخت و از او دعوت کرد توبه نموده و راضی شود ایران جزو متصرفات عثمانی باشد. در این هنگام به سلطان سلیم خبر دادند شاه اسماعیل درصدد مقابله و جنگ با او نبوده و قصد دارد معبر قشون وی را نابود و ویران کند و آنان را به داخله ایران بکشاند تا فصل زمستان فرا رسد و سربازان ترک از گرسنگی و سرما تلف شوند؛ لذا نامه سوم خود را با لحنی دشنام‌آمیز به زبان ترکی برای شاه اسماعیل فرستاد که در آن وی را فقط اسماعیل بهادر خطاب کرد و یک دست خرقه و عصا و کشکول درویشی نیز همراه آن فرستاد تا تلویحاً به پادشاه ایران بفهماند که بهتر است به جای جنگ و کشورگشایی مانند اجداد خود به درویشی و صوفی‌گری بپردازد. شاه اسماعیل هم در پاسخ نامه‌های سلیم نامه‌ای ملایم و توأم با ادب و احترام جهت وی فرستاد و طی آن با زیرکی و خونسردی به سلطان عثمانی نیش‌هایی زد که با طبع بی‌حوصله و آتشین او سازگار نبود؛ به علاوه یک قوطی تریاک هم همراه نامه به وسیله یکی از درباریان خود به نام شاه‌قلی‌آقا فرستاد تا به کنایه به سلطان بفهماند که تسخیر ایران و برانداختن حکومت او امید پوچی است که جز در نعشه تریاک و عالم خیال نمی‌تواند به حقیقت بپیوندد. سلیم از وصول این نامه و هدیه شاه به‌قدری در خشم و عذاب شد که بی‌درنگ دستور داد سفیر ایران را به قتل رساندند. آنگاه چهارمین نامه خود را که اعلان جنگ رسمی بود همراه با یک دست لباس زنانه برای شاه اسماعیل فرستاد و به سرعت به سوی تبریز عزیمت کرد و در سال ۱۵۱۴ میلادی (۹۲۰ قمری) جنگی بین سپاهیان دو کشور رخ داد که به جنگ چالدران مشهور شد و توانست شاه اسماعیل و سپاه او را شکست دهد. پس از شکست ایرانیان، قشون عثمانی تبریز را که بی‌دفاع بود به آسانی فتح کردند و خزائن و حرمسرای شاه اسماعیل به دست عثمانی افتاد و پس از هشت روز اقامت در تبریز سلطان سلیم به عثمانی بازگشت و در راه مراجعت نخجوان، ایروان، قارص و ارزروم را هم تصرف کرد و به اردوگاه آماسیه رسید. بنابر روایان عثمانی، در میان اسیران جنگی بهروزه خانم همسر مورد علاقه شاه اسماعیل بود که اسارتش به دست دشمن بی‌اندازه وی را ناراحت کرد. شاه اسماعیل ناچار شد هیئت سفارتی به ریاست عبدالوهاب تبریزی از بزرگان تبریز را همراه با نامه‌ای نزد سلطان به آماسیه بفرستد و تقاضای استرداد همسرش را بنماید. سلطان سلیم پاسخ داد چنانچه شاه اسماعیل از ترویج مذهب شیعه و لعن خلفای سه‌گانه دست بردارد و دستور دهد به نام آنان در مساجد خطبه بخوانند و رود ارس را به عنوان سرحد بین دو کشور بگیرد، حاضر به صلح و استرداد حرمسرای شاهی خواهد بود. چون شاه اسماعیل این شرایط را نپذیرفت سلطان سلیم به منظور تحقیر و آزار وی دستور داد ازدواج بهروزه خانم را باطل اعلام نموده و او را به عقد قاضی عسکر آناتولی درآوردند. شاه اسماعیل سال بعد مجدداً سفیرانی به نام کمال‌الدین حسین بیگ و بهرام آغا به دربار عثمانی فرستاد و سلیم را در مورد عمل زشتی که کرده بود مورد ملامت قرار داد و یک‌بار دیگر تقاضای استرداد همسرش را کرد. این‌بار سلیم دستور داد سفیران شاه را به زندان افکندند و به تقاضای او اصلاً پاسخی نداد. تصرف امیرنشین ذوالقدر در ژوئن ۱۵۱۵ و فتح دیاربکر و سراسر آناتولی شرقی در آوریل ۱۵۱۶ به دست سپاهیان عثمانی امید هرگونه صلح و آشتی بین دو کشور را مبدل به یأس کرد. بعد از وفات سلطان سلیم در سال ۱۵۲۰ (۹۲۶ قمری) شاه اسماعیل، امیر عبدالوهاب را جهت ارسال پیام تسلیت و تبریک سلطنت سلطان سلیمان یکم به استانبول فرستاد که امیر عبدالوهاب نیز در آنجا زندانی شد و وفات یافت. دو سال بعد شاه اسماعیل در سال ۱۵۲۲ میلادی به مناسبت تصرف رودس توسط عثمانی، هیئتی را به منظور ابراز تبریک به دربار عثمانی اعزام کرد. از هیئت پانصد نفری که به ریاست تاج‌الدین حسن‌خلیفه به دربار عثمانی اعزام شده بود فقط بیست نفر اجازه ورود به استانبول را یافتند و بقیه در اسکدار تحت نظر گرفته شدند. سلطان سلیمان در پاسخ نامه در ۲۴ محرم سال ۹۳۰ (۱۵۲۴ میلادی) نامه‌ای تشکر آمیزی ارسال کرد و شاه اسماعیل در همان سال وفات یافت. وقتی که شاه تهماسب یکم به سلطنت رسید هیچ‌گونه علایم و اشارات دوستی میان دو حکومت مشاهده نشد و سلطان سلیمان نیز، نامه‌ای حاوی مطالب حقارت‌آمیز و تهدیدآمیز برای وی ارسال کرد.

### پیشنهاد اتحاد به سلطان مصر و دولت‌های اروپایی
شاه اسماعیل یکم در سال ۱۵۱۶ میلادی (۹۲۲ قمری) سفیرانی نزد سلطان مصر و دولت جمهوری ونیز که هر دو در معرض تهدید عثمانی‌ها بودند فرستاد. سفیر شاه اسماعیل حامل نامه‌ای دوستانه و دویست برده گرجی و ترکمن جهت قانصوه غوری سلطان مصر فرمانروای سلطنت ممالیک بود و شاه در نامه خود وی را به جنگ علیه سلطان سلیم که نظریات تجاوزکارانه نسبت به مصر داشت تشویق می‌کرد. در این هنگام سلطان سلیم قسمتی از کردستان و شمال بین‌النهرین را تصرف کرده و متوجه سوریه شده بود، لذا سلطان مصر با سپاهی در حدود ۳۰ هزار نفر از قاهره به سوی سوریه روانه شد. در شمال شهر حلب، نیروی سلطان مصر با قشون عثمانی رو به رو شد و این بار هم کثرت نفرات و توپخانه و سلاح‌های آتشین به کمک عثمانی‌ها رسید. سلطان سالخورده مصر در ۲۴ اوت ۱۵۱۶ در نبرد مرج دابق کشته شد و سپاهش تار و مار گردید و سراسر سرزمین‌های سوریه و لبنان و فلسطین هم به تصرف عثمانی درآمد. سلطان سلیم پس از این پیروزی عازم فتح مصر شد و توانست طومان بای دوم آخرین سلطان مصر را در نبرد ریدانیه شکست دهد و در سوم فوریه ۱۵۱۷ فاتحانه وارد قاهره شود و سفیر جمهوری ونیز و نماینده شریف مکه به حضورش رسیده تبریک گفتند. او متوکل سوم آخرین خلیفه عباسی را که فقط عنوان خلافت داشت از مقام خود برکنار نمود و جزو اسرا به استانبول فرستاد. شریف مکه نیز در ۱۷ ژوئیه تسلیم شد و کلیدهای حرمین شریفین را تسلیم سلطان سلیم کرد که از آن زمان عنوان خلیفه مسلمین را بر سایر عناوینش افزود. سفیری که شاه اسماعیل نزد جمهوری ونیز فرستاده بود، مأموریت داشت آن دولت را به جنگ با عثمانی تشویق کند تا زمانی که شاه ایران از راه خشکی به آن کشور حمله می‌برد آنان نیز از طریق دریا قوای عثمانی را مشغول نمایند و به این ترتیب هر دو کشور بتوانند سرزمین‌های از دست رفته خود را تصاحب کنند. دولت ونیز که به واسطه قدرت سرشار تجارتی و نیروی دریایی عظیم خود از زمان جنگ‌های صلیبی توانسته بود سیادت خود را بر دریای مدیترانه مسلم گرداند، در سال‌های آخر قرن پانزدهم دچار تجاوزات عثمانی به قلمرو خود گردیده بود و از این بابت متحد طبیعی ایران به‌شمار می‌رفت. به همین جهت در سال‌های ۱۴۷۱ و ۱۴۷۸ و ۱۳۸۳ میلادی سه سفیر نزد اوزون حسن آق قویونلو فرستاده و به وی پیشنهاد اتحاد کرده و حتی جهت او مقداری اسلحه و مهمات فرستاده بود؛ ولی نظر به اینکه در این موقع ونیزی‌ها از طرفی گرفتار جنگ با پاپ ژولیوس دوم بوده و از طرف دیگر به تازگی با دولت عثمانی پیمان صلح منعقد کرده بودند پیشنهادهای شاه اسماعیل را نپذیرفتند و به آن جواب منفی دادند. وقتی شاه اسماعیل خبر شکست مصری‌ها را شنید و از اتحاد با ونیز هم مأیوس شد، در اکتبر ۱۵۱۸ میلادی (۹۲۵ قمری) سفیرانی نزد پادشاهان مجارستان و لهستان فرستاد و آنان را که در معرض خطر تجاوز عثمانی‌ها بودند به اتحاد مقابله با دشمن مشترک دعوت کرد. لایوش دوم پادشاه مجارستان از پیشنهاد شاه ایران استقبال کرد و در سال ۱۵۲۲ یکی از کشیشان فرقه مارونی لبنان به نام فرا پتروس را که فارسی می‌دانست با نامه دوستانه‌ای نزد شاه اسماعیل فرستاد. کشیش مزبور شمه‌ای از اوضاع سیاسی اروپا و عظمت و قدرت کارل پنجم امپراتور اسپانیا و امپراتور آلمان را که برادرزن پادشاه مجارستان نیز بود برای شاه اسماعیل شرح داد به طوری که شاه اسماعیل مایل شد با این امپراتور مقتدر که ضمناً دشمن سرسخت عثمانی بود روابطی دوستانه برقرار کند.

### روابط ایران و امپراتور مقدس روم
شاه اسماعیل یکم در سال ۱۵۲۳ میلادی (۹۳۱ قمری) فراپتروس را با نامه‌ای که به زبان لاتین نوشته شده بود و نویسنده آن ظاهراً خود وی می‌باشد، نزد کارل پنجم فرستاد. شاه اسماعیل در این نامه شمه‌ای دربارهٔ جنگ‌های خود با عثمانی و پیمان اتحادی که با پرتغالی‌ها منعقد کرده و سفیری که به تازگی از آن کشور به دربار وی آمده، سخن گفته و پیشنهاد نموده بود که در ماه آوریل سال بعد، ارتش دو کشور از شرق و غرب به قلمرو دشمن مشترک حمله کنند و تا وقتی که به پیروزی نهائی نایل نشده‌اند از انعقاد پیمان صلح جداگانه با عثمانی خودداری نمایند. فراپتروس چندین ماه در راه بود تا اینکه سرانجام، در اواخر سال ۱۵۲۴م به اسپانیا رسید و در شهر تولدو و به حضور امپراتور بار یافت و نامه شاه اسماعیل را تسلیم کرد. سفیر ایران مورد مهر و محبت شارل قرار گرفت و مدتی در دربار وی اقامت داشت؛ تا اینکه در ۲۵ اوت ۱۵۲۵ امپراتور پاسخِ نامه شاه را به وی تسلیم کرد که با خود به ایران ببرد. شارل پنجم در نامه خود پس از ابراز محبت فراوان نسبت به پادشاه ایران، گرفتاری‌های خود را در جنگ با فرانسویان و شکست دادن و اسارت فرانسوای یکم پادشاه آن کشور را شرح داده و ضمن موافقت با پیشنهاد شاه اسماعیل مبنی بر اتحاد علیه دولت عثمانی، آمادگی خود را برای شروع نبرد اعلام داشته بود. هنگامی که فراپتروس به تبریز رسید پیش از یک سال از درگذشت شاه اسماعیل گذشته بود و از قرار وی، نامه شارل را به پسر و جانشین‌اش شاه تهماسب تسلیم کرده است. چهار سال بعد، در فوریه ۱۵۲۹ میلادی (۹۳۵ قمری) شارل سفیر دیگری به نام یوهان بالبی به ایران فرستاد، و چون نامه‌ای که به وسیله این سفیر فرستاده به عنوان شاه اسماعیل می‌باشد معلوم می‌شود هنوز خبر مرگ این پادشاه به اروپا نرسیده بوده است.

## ظاهر و رفتار

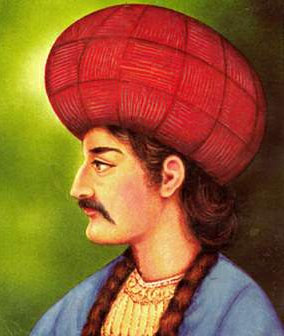
نگاره‌ای از جوانی شاه اسماعیل یکم

آنجوللو سفرنامه‌نویس ونیزی ویژگی‌های ظاهری و توانایی‌های شاه اسماعیل را چنین نقل می‌کند:
این شاه صفوی زیبا، خوش‌رو و دلپذیر است. چندان بلند قامت نیست، اما اندامی خوش‌ترکیب دارد. فربه است و میان کتف‌هایش فراخ و مویش مایل به سرخی است. از ریش و سبلت فقط سبلت را گذاشته است و چپ دست است. مانند یک خروسِ جنگی بی‌باک و از تمام فرماندهانش نیرومندتر است؛ در تیراندازی با کمان نیز از هر ۱۰ سیب هدف، ۷ سیب را می‌زند.
به عقیده راجر سیوری، شخصیت اسماعیل دارای جذبه، استعداد رهبری و شجاعت بود؛ اگرچه در مقام یک فرمانده نظامی، هم فاقد روحیه احتیاط‌کاری و هم از نبوغ تاکتیکی و استراتژیکی شاه عباس یکم بی‌بهره بود. او همچنین سیاستمداری قابل و آگاه بود. اگرچه راه‌حل‌های مافوق تصور و غالباً ابتکاری وی برای مشکلات حکومتش اغلب در کوتاه‌مدت و نه در درازمدت مفید واقع شد، این بیشتر ناشی از بزرگی مشکلات بود تا عدم کفایت راه‌حل‌ها.
شاه اسماعیل لواط‌گر قهاری بود و از همان سنین نوجوانی از می‌گساران قهار نیز به‌شمار می‌رفت. وی همواره با کنیزان و پسرکان در بزم بود. غیاث‌الدین خواندمیر که از مداحان استوار شاه اسماعیل است، در جایی بزم‌های عیاشی و می‌گساری شاه اسماعیل را چنین ستوده است: «اقدام رقیق عقیق وش (جام‌های شفاف سرخ‌گون) چون جام زرین آفتاب، در بزم فلک آغاز گردش کرده، جام‌های شراب رقیق بی‌غش به سانِ ساغر سیمین هلال، در دست ساقیان سیم اندام (دختران و پسران اسیر شدهٔ ایرانی) در گردش بود.» این رفتارهای او گاه موجب اعتراضات گسترده از سوی مردم می‌شد که همگی نیز با خشونت سرکوب می‌شدند.
شاه اسماعیل شاعر نیز بود و با تخلص خطائی شعر می‌سرود و پس از عمادالدین نسیمی، ادبیات ترکی آذربایجانی را گسترش داد. وی علاوه بر ترکی آذربایجانی به زبان فارسی نیز شعر می‌سرود که تنها چند نمونه از اشعار فارسی وی به‌جا مانده است.
به گفته نصرالله فلسفی، شکست در جنگ چالدران در اخلاق و رفتار او تأثیر بسیار کرد و خودخواهی و غرورش به نومیدی و ملال مبدل گشت. او از آن پس به عزاداری پرداخت و خرقه و پرچم سیاه برافراشت و تا ۱۰ سال باقی‌مانده عمرش، دیگر هیچ‌گاه رهبری سپاهیانش را بر عهده نگرفت. اسماعیل دیگر مانند گذشته توجه خود را مصروف دولت نمی‌کرد و بالعکس، می‌کوشید تا اندوهش را با می‌گساری تسکین دهد؛ به طوری که بیشتر اوقاتش صرف شکار یا رابطه با جوانان گل‌رخسار، نوشیدن پیاله‌هایی از شراب‌های گلگون و گوش سپردن به موسیقی و شعر می‌شد.
شاه اسماعیل به رسم‌ها و آیین‌های شیعی بسیار علاقه نشان می‌داد و به ایجاد بناهای یادبود نیز اهتمام داشت. مهم‌ترین آثاری که از دوران وی به یادگار مانده، عبارت‌اند از ۴ بازار دور میدان قدیم اصفهان، مدرسه هارونیه و بقعهٔ امامزاده هارون در اصفهان. وی بناهای یادبودی هم در اوجان فارس و شیراز و آبادانی و ساختمان‌های متعددی در خوی و تبریز بنیاد کرد.

## همسر و فرزندان

### همسران
نام یکی از همسران او «حیات» ذکر شده که شاعری فارسی‌زبان بوده است. همسر اصلی و محبوب وی شهبانو تاجلو بیگم بود که در نزد شاه اسماعیل بسیار عزیز و گرامی بود. شاه اسماعیل شعرهایی در وصف زیبایی و شجاعت تاجلی سروده بود و او را عاشقانه دوست می‌داشت. تاجلی بیگم مادر ولیعهد هم بود. شاه اسماعیل در غزل معروفش اینجیمه بیزدن (از ما مرنج) به‌طور مستقیم از تاجلی نام می‌برد و شرط اثبات عاشقی را فدا کردن جان در راه معشوق می‌داند:
ائی دیوانه، ائی دیوانه
عاشق اولان قییار جانه
ختایی دئر، تاجلی خانه
قالسین، کؤنول، یول قالماسین

### پسران
- سلطان تهماسب میرزا (زادهٔ ۲۲ فوریهٔ ۱۵۱۴ شاه‌آباد اصفهان – درگذشتهٔ ۱۴ مه ۱۵۷۶ قزوین) از تاجلو بیگم.
- سلطان القاسب میرزا (زادهٔ ۱۵ مارس ۱۵۱۵ تبریز – درگذشتهٔ ۹ آوریل ۱۵۵۰، قلعه قهقه مشگین‌شهر) از خان بیگم.
- سلطان رستم میرزا (زادهٔ ۱۳ سپتامبر ۱۵۱۶ اردبیل) چند سال پس از تولد درگذشت.
- سلطان سام میرزا (زادهٔ ۱۶ اوت ۱۵۱۷ مراغه – درگذشتهٔ دسامبر ۱۵۶۷ قلعه قهقه مشگین‌شهر)
- سلطان بهرام میرزا (زادهٔ ۷ سپتامبر ۱۵۱۸ مراغه – درگذشتهٔ ۱۵ سپتامبر ۱۵۵۰ همدان) از تاجلو بیگم.[۱۱۰]

### دختران
- خانش خانم (زاده حدود ۱۵۰۷ تبریز – درگذشته مارس ۱۵۶۳ یزد) در سال ۱۵۱۸ با امیر مظفر دباج و در سال ۱۵۳۷ شاه نورالدین نعمت‌الله باقی ازدواج کرد.
- پریخان خانم (زاده حدود ۱۵۰۹ تبریز – درگذشتهٔ ۱۵۴۸ خانات شکی) از تاجلو بیگم، در سال ۱۵۲۲ با خلیل‌الله دوم و در سال ۱۵۳۸ با درویش محمدخان ازدواج کرد.
- مهین‌بانو خانم (زادهٔ ۱۵۱۹ در اردبیل – درگذشتهٔ ۲۰ ژانویهٔ ۱۵۶۲ در قزوین) از تاجلو بیگم، او ازدواج نکرد.
- فرنگیس خانم، با عبدالله خان استاجلو ازدواج کرد.
- زینب خانم، با محمدخان شرف‌الدین اوغلی ازدواج کرد.[۱۱۰]

## مرگ

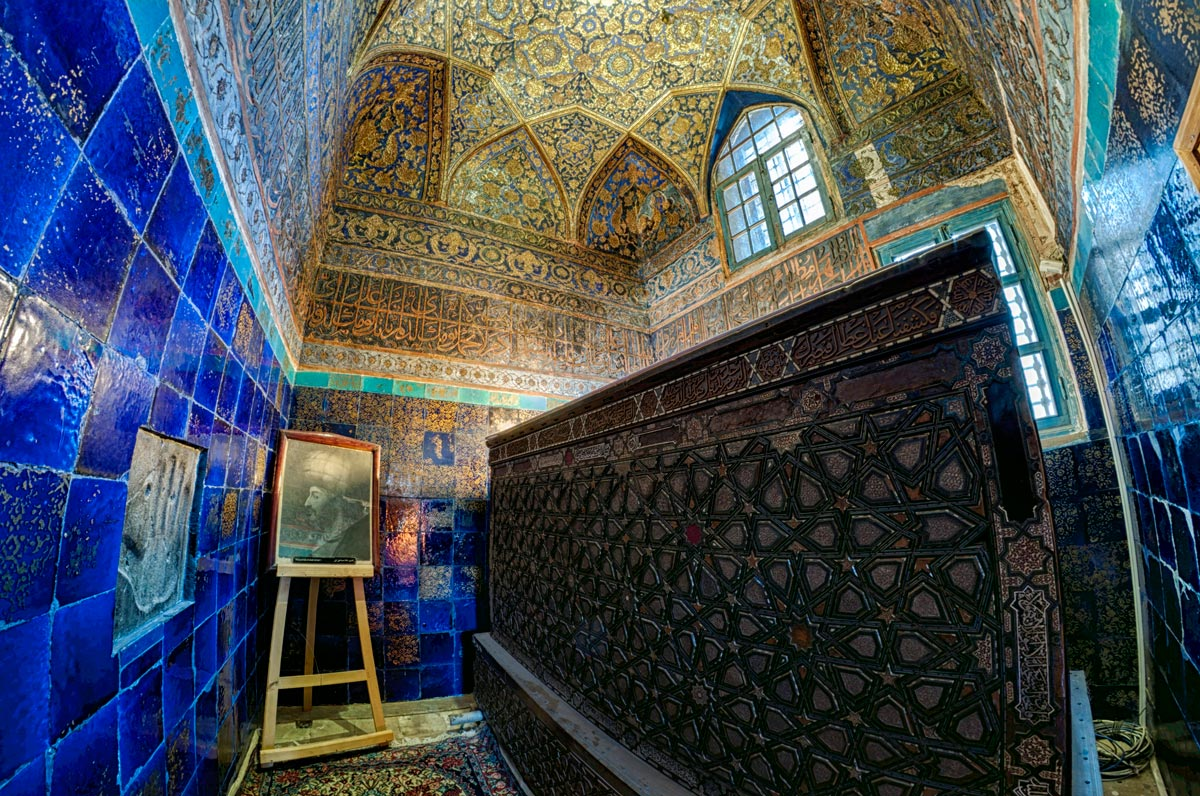
آرامگاه شاه اسماعیل واقع در آرامگاه شیخ صفی‌الدین اردبیلی

شاه اسماعیل برای شکار از تبریز به شکی رفت. او از شکار بازگشت و بعد از زیارت قبور آبا و اجداد خود به سمت سراب رفت و در سایین بیمار شد. هر چقدر که او را معالجه کردند فایده نداشت و در شب دوشنبه ۱۹ رجب ۹۳۰ /۲۳ مه ۱۵۲۴ درگذشت و در محل آرامگاه شیخ صفی‌الدین اردبیلی در اردبیل به‌خاک سپرده شد. او هنگام مرگ، سی و شش سال و ۱۰ ماه سن داشت و قریب به بیست و سه سال سلطنت کرده بود.

## میراث

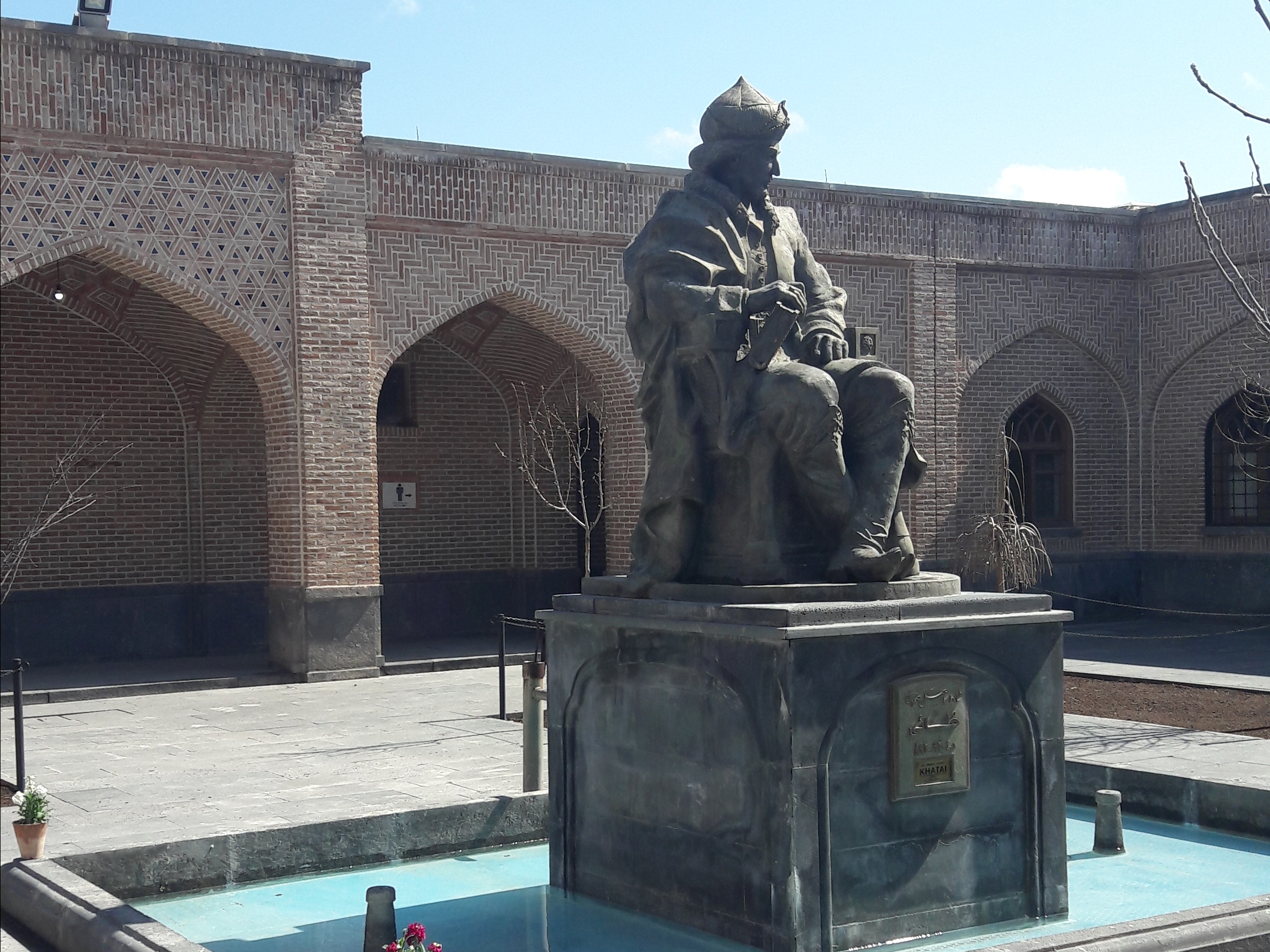
مجسمه شاه اسماعیل یکم در اردبیل

ظهور و عملکرد شاه اسماعیل یکم پیامدهای بسیاری در تاریخ ایران و جهان برجای گذاشت. بسیاری از اقدامات و ابداعات وی تا قرن‌ها برقرار بودند و برخی حتی تا امروز احوالات ایران را تحت تأثیر قرار داده‌اند. شخصیت شاه اسماعیل همواره بابت برخی کارها ستایش و برای برخی دیگر مورد نکوهش قرار گرفته است.

### یکپارچه کردن ایران
پس از برافتادن حکومت ایلخانان و به‌مدت حدود دو قرن، در ایران از بلخ تا دیاربکر وضعیت ارباب‌رعیتی حاکم بود. حسن‌بیگ روملو در خصوص سال ۸۸۰ خورشیدی (۱۵۰۱ م/۹۰۷ ق) مجموعه‌ای از حکام محلی را نام می‌برد که مهم‌ترین آن‌ها عبارت بودند از: سلطان حسین بایقرا آخرین شاه تیموریان در خراسان، بدیع‌الزمان میرزا در بلخ، سلطان مراد در عراق عجم، حسین کیای چلاوی در سمنان، مراد بیک بایندر در یزد و شاه اسماعیل در آذربایجان.
در نهایت شاه اسماعیل توانست، با برخورداری از نیروی قزلباشان ایران را یکپارچه گرداند. او ابتدا سلطان مراد حاکم عراق عجم که پسر سلطان یعقوب آق‌قویونلو بود را در ناحیه‌ای میان همدان و بیجار شکست داد و سلطان مراد به شیراز گریخت. شاه اسماعیل او را تعقیب نمود و او از ترس به بغداد گریخت و شاه اسماعیل بدون جنگ شیراز را تصرف نمود و از آن‌جا به قم رفت. سپس بر حسین کیای چلاوی حاکم سمنان و فیروزکوه پس از جنگی سخت غلبه کرد و نهایتاً یزد و ابرکوه را که در اختیار محمدکره بود، تصرف کرد و از شهری به شهری رفت و حکام محلی را برانداخت یا تابع خود نمود. سپس در سال ۸۸۷ خورشیدی (۹۱۴ قمری) عازم عراق عرب شد و بغداد و نجف را نیز فتح نمود و حکومت مستقل خاندان مشعشعیان خوزستان را برانداخت و شاه رستم خورشیدی حاکم اتابکان لر کوچک را تابع خود کرد. بدین ترتیب او در مدت هفت سال بیشتر ایران بزرگ به‌جز برخی نواحی نظیر خراسان و ارمنستان را تصرف کرد و حکومتی واحد و مستقل را در آن برقرار ساخت و به‌عنوان «پادشاه ایران» تاج‌گذاری کرد و به قرن‌ها چندپارگی در ایران پایان داد.

### میراث مذهبی
شیوهٔ کشورداری شاه اسماعیل و ترویج مذهب شیعه احتمالاً مانع تجزیهٔ ایران آشوب‌زده میان دو قدرت بزرگ عثمانی و شیبانیان شد. وی برای تعدیل سیاست‌های افراطی سران قزلباش، صوفیان و مریدان حیدری، علمای ایران و نیز جبل عامل، کوفه و بحرین را به تدوین کتاب‌های فقهی در زمینهٔ شیعه دوازده‌امامی دعوت کرد. محقق کرکی که در نشر فقه و اصول مذهب شیعهٔ دوازده‌امامی، شخصیت مهمی محسوب می‌شد، از جملهٔ آنان بود. بسیاری از قوانین و ابداعات شاه اسماعیل که ریشه مذهبی داشتند تا دو قرن پس از او و تا پایان حکومت صفویان برقرار بودند. گشت‌های تبرائیان، به‌کارگیری چگین‌ها، جشن عمرکشان و دستگاه دین‌سالاری ازجمله این موارد بودند. از دیگر اقدامات شاه صفوی برای تجلیل از امامان شیعه نیز، ضرب سکه با نام امامان شیعه، قرار دادن نام ۱۲ امام شیعه به‌عنوان سجع مهر شاهی، تعمیر و توسعهٔ آرامگاه امامان در شهرهای عراق و مشهد و نیز ایجاد ساختمان مقبره برای امامزاده‌ها در شهرهای ایران و طرح آب‌رسانی از فرات به نجف بود.

### میراث سیاسی
امپراتوری صفوی که شاه اسماعیل یکم بنیان گذاشت، در زمینه‌های نظامی، فقه شیعه و هنر پیشرفت‌های قابل توجهی داشت. تأسیس این حکومت، هویت جدیدی به ویژه در جهان غرب به ایران بخشید. به باور عبدالحسین نوایی، با صفویه پس از گذشت ۹ قرن از سقوط شاهنشاهی ساسانی، یک فرمانروایی ملی بر ایران مسلط شد. شاه اسماعیل به دلیل ناتوانی‌های نظامی، در ۱۵۰۷ میلادی جزایر هرمز، قشم، مسقط (عمان امروزی) و سواحل جنوبی خلیج فارس (امارات متحده عربی امروزی) و در ۱۵۱۴ میلادی بندرعباس و در ۱۵۲۱ میلادی بحرین را به امپراتوری پرتغال واگذار کرد. این مناطق بیش از یک قرن در دست پرتغالی‌ها ماندند تا سرانجام در سال ۱۶۲۲ میلادی، شاه عباس یکم با دادن امتیازات دیگری به انگلستان، با پشتیبانی ناوگان آن‌ها این مناطق را بازپس گرفت. با این اقدامات، صفویان در واقع راه استعمار در ایران و هندوستان توسط دولت‌های اروپایی را هموار کردند.

## سکه‌ها

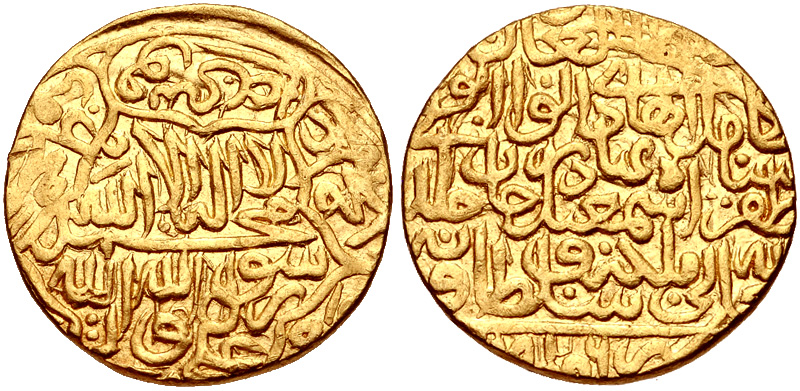
یک سکه اشرفی شاه اسماعیل یکم ضرب تبریز

انواع سکه‌های سلطنت شاه اسماعیل یکم شامل سه نوع سکه اشرفی و سه نوع شاهی بوده است. بر روی سکه‌های وی آمده: «السلطان العادل الهادی الوالی ابوالمظفر شاه اسمعیل بهادر خان خلدالله ملکه و سلطنه» یا «السلطان العادل الکامل الهادی الوالی ابوالمظفر سلطان اسمعیل بهادر خان الصفوی الحسینی خلدالله ملکه». پشت سکه‌ها نیز عبارت: «لا اله الا الله، محمداً رسول‌الله و علی ولی‌الله» و نام دوازده امام حک شده است.

## نگارخانه

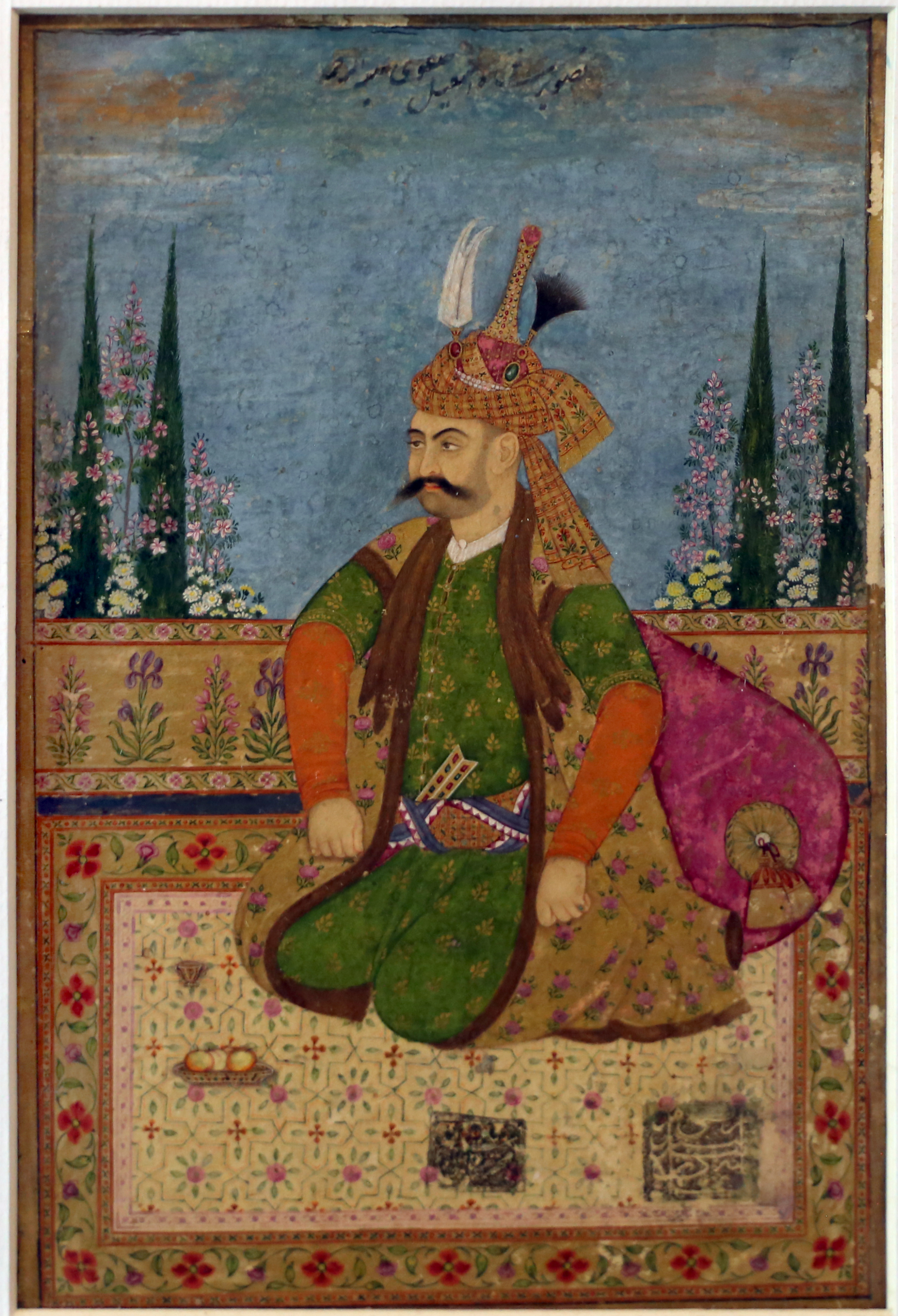
نگاره‌ای از شاه اسماعیل یکم
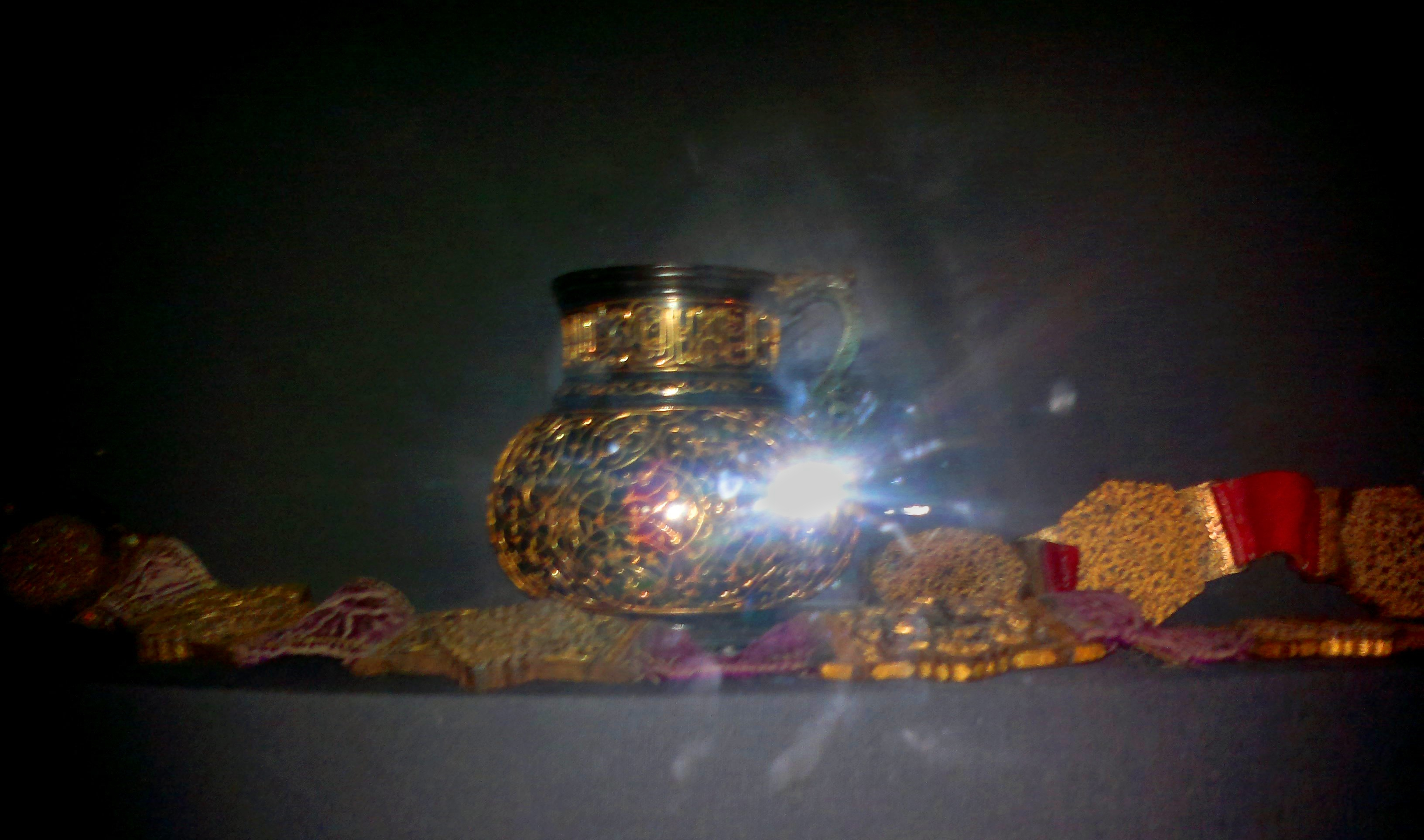
لوازم شخصی شاه اسماعیل یکم که در جریان جنگ چالدران به دست عثمانیان افتاد؛ امروزه در کاخ طوپقاپو، استانبول.
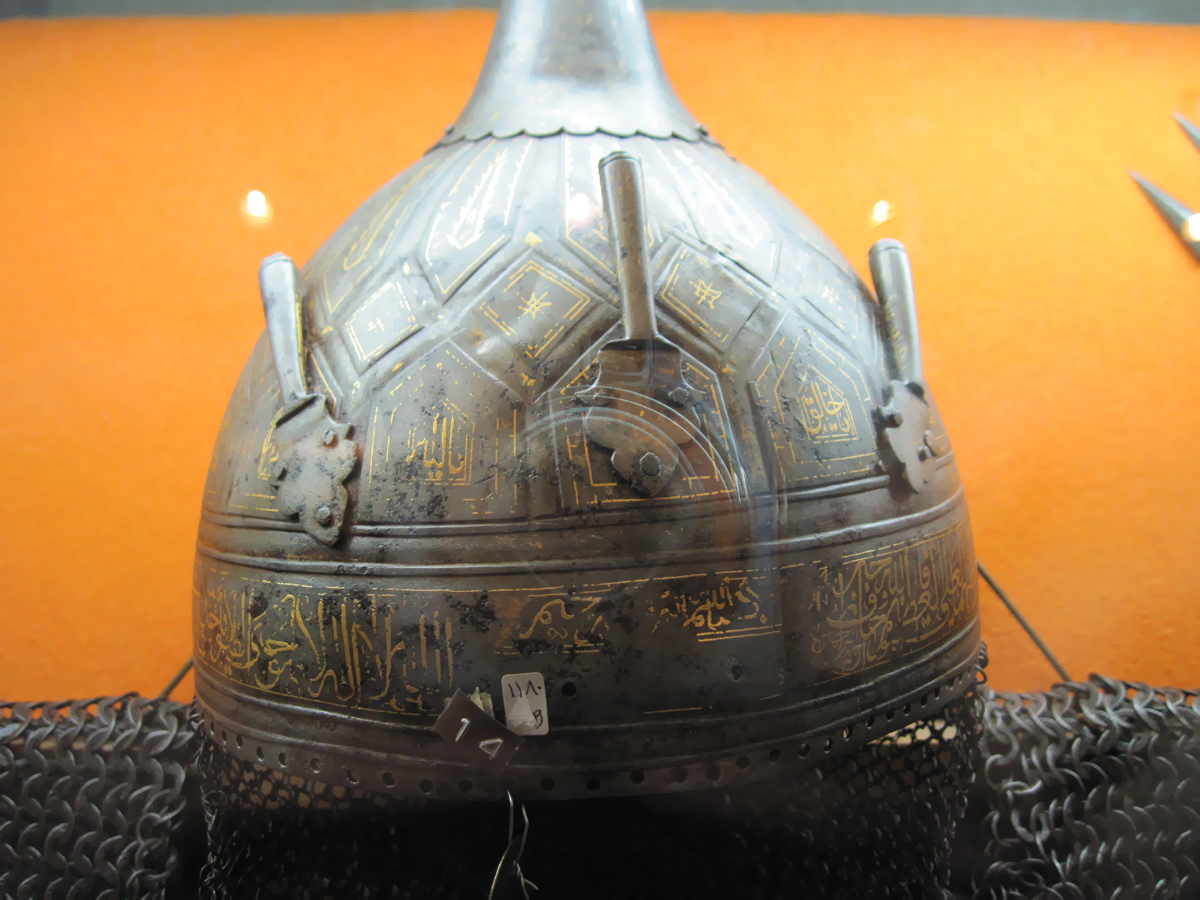
کلاه‌خود شاه اسماعیل یکم

### فارسی
- سیوری، راجر (۱۳۸۹). ایران عصر صفوی. چاپ نوزدهم. ترجمهٔ کامبیز عزیزی. تهران: نشر مرکز.
- سمنانی، پناهی (۱۳۷۳). شاه اسماعیل صفوی؛ مرشد سرخ کلاهان. چاپ چهارم. تهران: انتشارات کتاب نمونه.
- ونیزیان (۱۳۸۱). سفرنامه‌های ونیزیان در ایران. چاپ دوم. ترجمهٔ منوچهر امیری. تهران: انتشارات خوارزمی. شابک ۹۶۴-۴۸۷-۰۶۵-۴.
- براون، ادوارد. تاریخ ادبیات ایران: از صفویه تا مشروطیت. ترجمهٔ غلامرضا رشید یاسمی. تهران.
- بیگدلی، علی (۱۳۸۵). «روابط خارجی ایران عصر صفوی». مجله زمانه. پرتال جامع علوم انسانی (۵۰).
- هوشنگ مهدوی، عبدالرضا (۱۳۸۷). تاریخ روابط خارجی ایران: از ابتدای دوران صفویان تا پایان جنگ دوم جهانی. چاپ سیزدهم. تهران: انتشارات امیرکبیر. شابک ۹۷۸-۹۶۴-۰۰-۰۱۹۷-۴.
- نوایی، عبدالحسین؛ غفاری‌فرد، عباسقلی (۱۳۹۲). تاریخ تحولات سیاسی، اجتماعی، اقتصادی و فرهنگی ایران در دوران صفویه. تهران: سازمان مطالعه و تدوین کتب علوم انسانی دانشگاه‌ها.
- کیوانی، مهدی (۱۳۹۹). «اسماعیل اول صفوی». دائرةالمعارف بزرگ اسلامی. ج. ۸. تهران: مرکز دائرةالمعارف بزرگ اسلامی. دریافت‌شده در ۲۰۱۳-۰۱-۱۹.
- رشد (۲۰۱۹). «شاه اسماعیل صفوی». دانشنامه رشد. بایگانی‌شده از اصلی در ۱۸ آوریل ۲۰۲۱. دریافت‌شده در ۲۰۱۹-۰۸-۱۱.
- پژوهه (۲۰۱۹). «شاه اسماعیل صفوی». بانک مقالات علوم اسلامی و انسانی. دریافت‌شده در ۲۰۱۹-۱۰-۱۱.

### انگلیسی
- britannica (2024). "Ismāʿīl I of Iran". Encyclopædia Britannica (به انگلیسی). Retrieved 2024-08-05.
- Matthee, Rudi (2008). "SAFAVID DYNASTY". Encyclopædia Iranica (به انگلیسی). Archived from the original on 17 November 2012. Retrieved 2013-06-02.
- Savory, Roger M; Karamustafa, Ahmet T (2012). "6". ESMĀʿĪL I ṢAFAWĪ. Encyclopædia Iranica (به انگلیسی). Vol. 8. New York: Bibliotheca Persica Press. pp. 628–636. Archived from the original on 2012-11-17. Retrieved 2012-09-30.